# Spinnen (dieren)

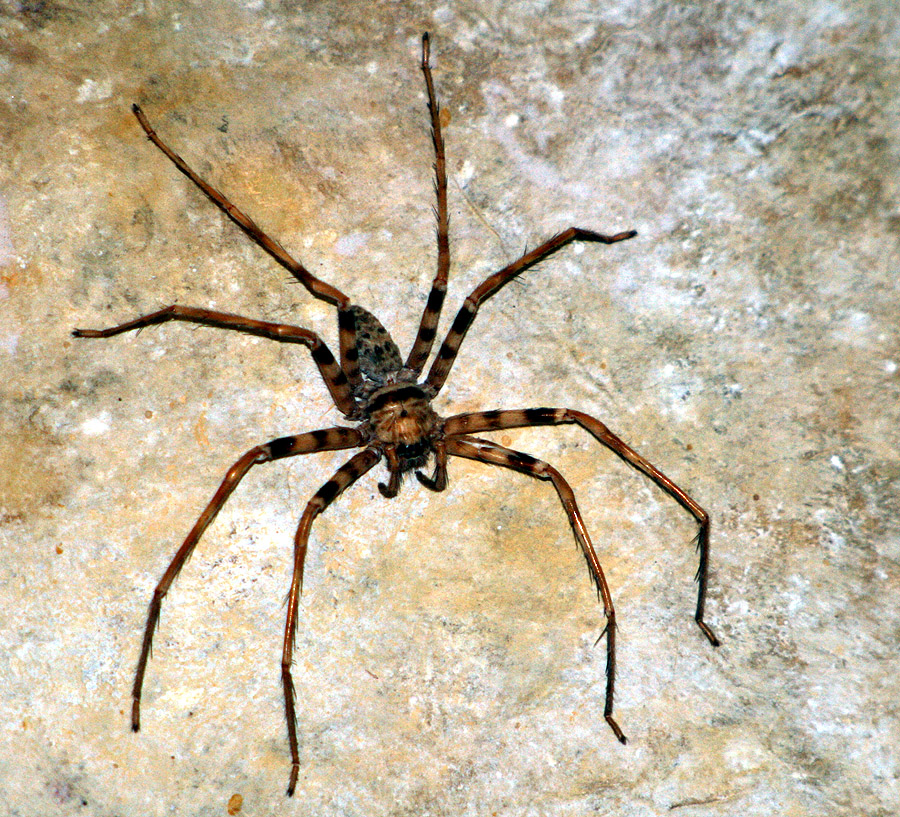
Heteropoda maxima is de grootste spin ter wereld.

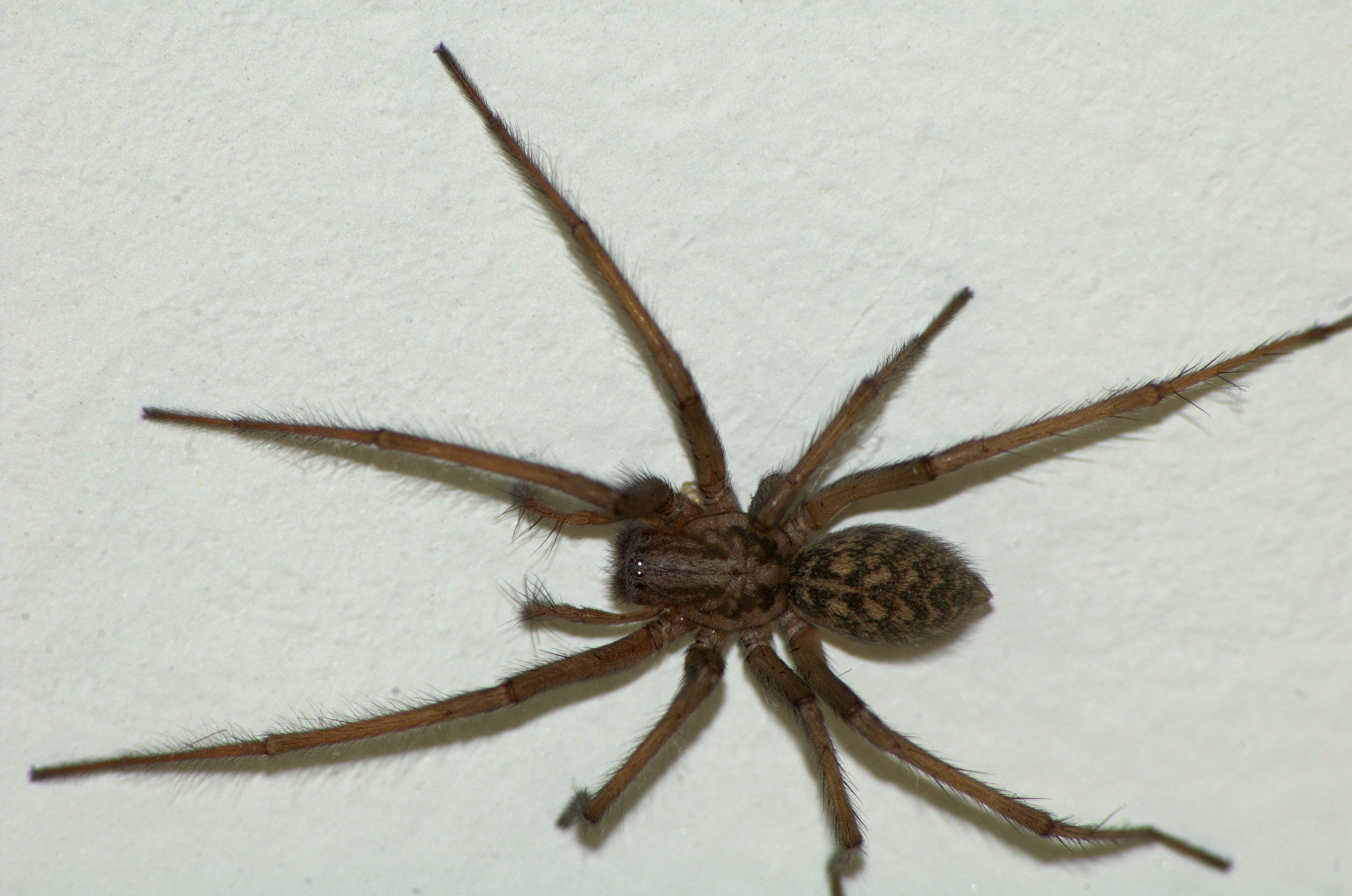
De grijze huisspin is een algemene soort.

Spinnen (Araneae) vormen een orde van geleedpotigen die behoren tot de klasse van de spinachtigen (Arachnida). Andere spinachtigen worden ook wel met de term 'spin' aangeduid, zoals de zeespinnen en de zweepspinnen. De vertegenwoordigers van de orde Araneae worden daarom ook wel 'echte spinnen' genoemd om ze van de andere groepen te onderscheiden.
Er zijn ruim 50.000 spinnensoorten beschreven en benoemd, en dat aantal neemt nog jaarlijks toe. Spinnen komen over de hele wereld voor en vertonen een grote variatie in lichaamsbouw, gedrag en voedselspecialisatie. De populatiedichtheid kan hoog zijn. De Britse spinnenkenner William Syer Bristowe omschreef de spinnen eens als een reusachtig tapijt dat de aarde omspant. Spinnen worden verdeeld in twee basale groepen: de tangkakigen (Araneomorphae) en de rechtkakigen of vogelspinachtigen (Mygalomorphae).
In België en Nederland leven bijna 700 soorten spinnen.
Een aantal spinnen komt zeer algemeen voor en is bij het grote publiek bekend. Voorbeelden zijn de huisspin en de trilspin die in huizen leven, en in tuinen komt de kruisspin algemeen voor. Sommige spinnen zijn echter zeldzaam en worden door wetgeving beschermd. Een voorbeeld is de lentevuurspin.
Spinnen zijn terrestrisch; het zijn typische landbewonende roofdieren die levende prooidieren eten, die in de regel gevangen worden met behulp van spinsel. Veel spinnen maken een vangweb en zijn passieve jagers; ze wachten tot een prooidier in het web verstrikt raakt waarna de prooi wordt buitgemaakt. Andere spinnen jagen actief op prooien of wachten vanuit een hinderlaag. Spinnen ruimen grote hoeveelheden insecten op, vooral vliegen en muggen. Een aantal spinnen heeft zich gespecialiseerd in het vangen van andere dieren, zoals op het land levende kreeftachtigen, rechtvleugeligen of mieren; de spinneneters eten zelfs andere spinnen.
Spinnen zijn er in diverse vormen, kleuren en maten. Een aantal tropische soorten heeft een vrij groot formaat, en soms bonte kleuren, een markante lichaamsvorm of karakteristieke uitsteeksels. De meeste spinnen hebben echter een goede camouflage. Een aantal spinnen is zo sterk gecamoufleerd dat ze niet meer als zodanig te herkennen zijn. Voorbeelden zijn spinnen die lijken op dierlijke uitwerpselen of plantendelen zoals bladeren en takjes. Er zijn ook soorten die andere dieren zoals wespen of mieren imiteren.
De meeste spinnen blijven klein en hebben een lichaamslengte -exclusief poten- van ongeveer een centimeter. De kleinste spinnensoorten worden niet langer dan één millimeter. De grootste soorten kunnen een spanwijdte van de poten hebben van meer dan 25 centimeter.

## Verspreiding en habitat

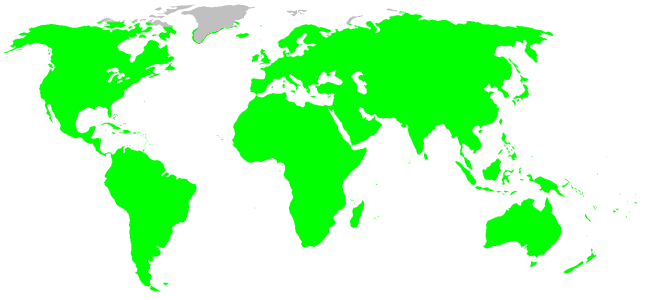
De kaart toont de verspreiding van de hangmatspinnen in het groen, de vertegenwoordigers komen vooral in de gematigde streken en subtropen voor

Spinnen hebben zich over de gehele wereld verspreid en ontbreken alleen in permanent koude gebieden. De verschillende soorten zijn te vinden op alle continenten en komen als groep algemeen voor in alle landen van de wereld, dit in tegenstelling tot veel andere groepen van geleedpotige dieren.
De verspreiding van spinnen hangt vaak samen met een bepaalde familie, sommige groepen komen maar in een beperkt deel van de wereld voor. Vertegenwoordigers van een aantal spinnenfamilies zijn echter kosmopolitisch en komen overal ter wereld voor. Voorbeelden zijn de vogelspinnen die alleen in noordelijk Eurazië en midden en noordelijk Noord-Amerika ontbreken. De loopspinnen (Corinnidae) komen vrijwel wereldwijd voor en hebben van alle spinnenfamilies een van de grootste verspreidingsgebieden.
Families die een beperkte verspreiding hebben zijn de Holarchaeidae die leven in Nieuw-Zeeland en Tasmanië en de Liphistiidae die enkel voorkomen in zuidoostelijk Azië en Japan.
Spinnen bezetten alle mogelijke niches en er zijn maar weinig gebieden waar geen spinnen te vinden zijn. De meeste spinnen leven in tropische, subtropische en gematigde streken maar ze kunnen ook in zeer droge, koele of juist hete biotopen worden gevonden. Spinnen leven in verschillende woestijnen en zelfs op de Mount Everest zijn door de Britse spinnenexpert Thomas Savory spinnen aangetroffen. Deze leefden op een hoogte van 6600 meter boven zeeniveau en bijna 1200 meter boven de plantengroei. Alleen in permanent koude gebieden zoals de polen en hoge bergtoppen kunnen spinnen zich niet handhaven.
Ook op sterk geïsoleerde plaatsen komen spinnen voor, zoals de afgelegen rotseilandjes Sint-Pieter-en-Sint-Paulusrotsen, die gelegen zijn tussen Afrika en Zuid-Amerika. Spinnen leven nooit in de zee maar er zijn enkele soorten die aan een leven in het water zijn aangepast.
Menselijke bebouwing is voor een aantal spinnen zeer geschikt als habitat, zo zijn tuinen, parken en wegbermen voor vele soorten een goede leefomgeving. Spinnen die in grotten leven kunnen de onderaardse bouwsels waarderen en zijn te vinden in spoortunnels, waterputten, rioleringen en mijnen. Een voorbeeld van een dergelijke soort is Meta menardi, die ook in Nederland voorkomt.

### België en Nederland

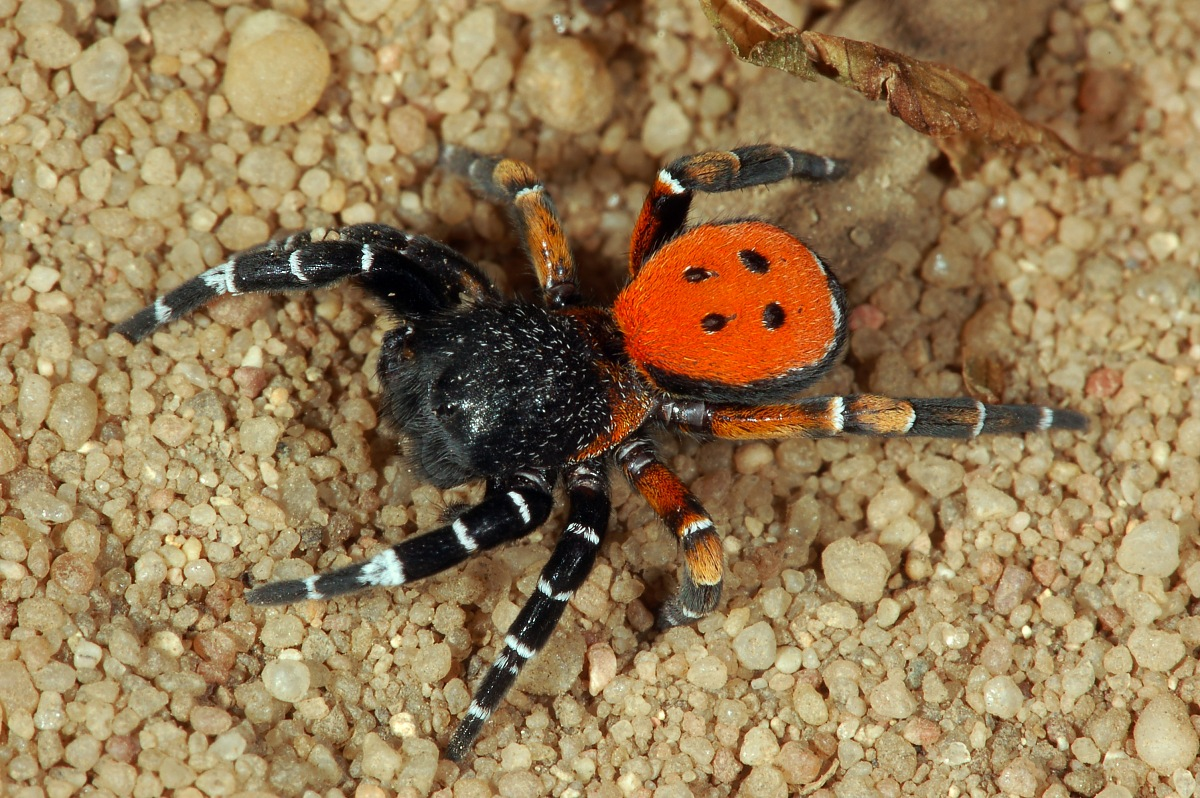
Een mannelijke herfstvuurspin heeft een rood achterlijf met zwarte vlekken

In Nederland en België leven ongeveer 700 verschillende soorten spinnen.
(Zie ook de lijst van spinnen in Nederland en de lijst van spinnen in België.)
Er zijn slechts een paar soorten in de Benelux die algemeen bekend zijn bij de bevolking. Voorbeelden zijn de kruisspin (Araneus diadematus), de trilspin (Pholcus phalangioides) en de gewone huisspin (Tegenaria atrica). Deze drie soorten komt men relatief vaak tegen. Een andere veelvoorkomende soort is de veldtrechterspin (Tegenaria agrestis), deze leeft echter meer verborgen in de struiken. De kruisspin laat zich meer zien in tuinen en plantsoenen maar voelt zich absoluut niet thuis in huizen, in tegenstelling tot de trilspin en de huisspin die hier juist zeer algemeen zijn. Een andere spin die vaak te zien is op en rond huizen is de huiszebraspin (Salticus scenicus). Deze blijft klein en heeft een zwart-wit bandenpatroon. Deze spin behoort tot de springspinnen en is bij zonnig weer vaak aan te treffen op muren.
Enkele bijzondere soorten spinnen in België en Nederland zijn de kalkmijnspin (Atypus piceus) die alleen in zuidelijk Limburg leeft en lange tunnels graaft die bekleed worden met spinrag. De spin komt hier zelden uit. Alleen om te eten en in het geval van de mannetjes om een vrouwtje te vinden wordt de schuilplaats verlaten. De voorjaarsvuurspin (Eresus sandaliatus) is een soort waarbij de mannetjes erg bont gekleurd zijn en regelmatig worden waargenomen als ze gaan zwerven op zoek naar een vrouwtje. Ze worden niet erg groot -tot 11 millimeter- maar vallen wel op door het helder rood gekleurde achterlijf dat voorzien is van vier zwarte stippen. De waterspin is de enige spin die altijd onder water leeft, deze soort komt ook in de lage landen voor.
In België en Nederland komen geen gevaarlijke spinnen voor. Er zijn wel enkele soorten die beter met rust gelaten kunnen worden vanwege de pijnlijke beet. De beet van de roodwitte celspin (Dysdera crocata) bijvoorbeeld is bijzonder pijnlijk. De celspin leeft van pissebedden en heeft krachtige en lange cheliceren (kaken) om deze te doden. De beet van de spoorspin (Cheiracanthium punctorium) staat eveneens bekend als zeer pijnlijk en kan leiden tot onder andere duizelingen en misselijkheid. Ten slotte kan ook de waterspin een beet geven die men niet snel zal vergeten.

## Uiterlijke kenmerken
Spinnen hebben altijd acht poten en een uit twee delen bestaand lichaam waarvan het voorste deel de poten draagt. Dit voorste deel is duidelijk te onderscheiden van het zakachtige achterlijf. Spinnen bezitten meestal vier paar ogen, dus acht in totaal, en ze hebben in de regel geen tot grijpklauwen omgevormde lichaamsuitsteeksels. Deze kenmerken onderscheiden de spinnen van alle andere spinachtigen zoals zweepspinnen, zweepstaartschorpioenen en 'echte' schorpioenen, die altijd grijpklauwen hebben. Schorpioenen hebben daarnaast een verlengd deel van het achterlijf met een gifstekel en zweepstaartschorpioenen hebben hier een lang enkelvoudig aanhangsel dat bij spinnen altijd ontbreekt. Van de hooiwagens en de teken en mijten zijn spinnen te onderscheiden door hun in tweeën gedeelde lichaam, bij de eerder genoemde groepen zijn deze delen gefuseerd tot één geheel.
De meeste spinnen bereiken een lichaamslengte — exclusief uitsteeksels en poten — van niet meer dan een centimeter. Een aantal soorten wordt enkele centimeters lang en er zijn soorten die nog groter worden. De grootste soorten kunnen een lichaamslengte van ongeveer 12 cm bereiken, zoals de goliathvogelspin. De spin Heteropoda maxima uit Laos is een van de grootste spinnen ter wereld. Deze jachtkrabspin kan een spanwijdte van de poten bereiken tot 30 centimeter.
De kleinste spinnen worden niet langer dan 0,7 millimeter. De voor zover bekend allerkleinste soort is Anapistula caecula uit Ivoorkust, waarvan de vrouwtjes een lichaamslengte bereiken tot 0,55 millimeter. De mannetjes van de soort zijn waarschijnlijk nog kleiner maar deze zijn nog niet wetenschappelijk beschreven. De mannetjes van de spin Patu digua uit Colombia worden tot 0,37 millimeter groot. De vrouwtjes echter worden langer dan die van de eerder genoemde Anapistula caecula.
Mannetjes blijven bij spinnen vaak kleiner dan vrouwtjes, soms zelfs aanzienlijk kleiner. Bij een aantal spinnen zijn de verschillen zelfs zo groot, dat beide seksen eerder twee aparte soorten lijken, zoals voorkomt bij de wespspin. Bij sommige spinnen echter zijn de mannetjes ongeveer even groot als vrouwtjes.

### Lichaamskleur

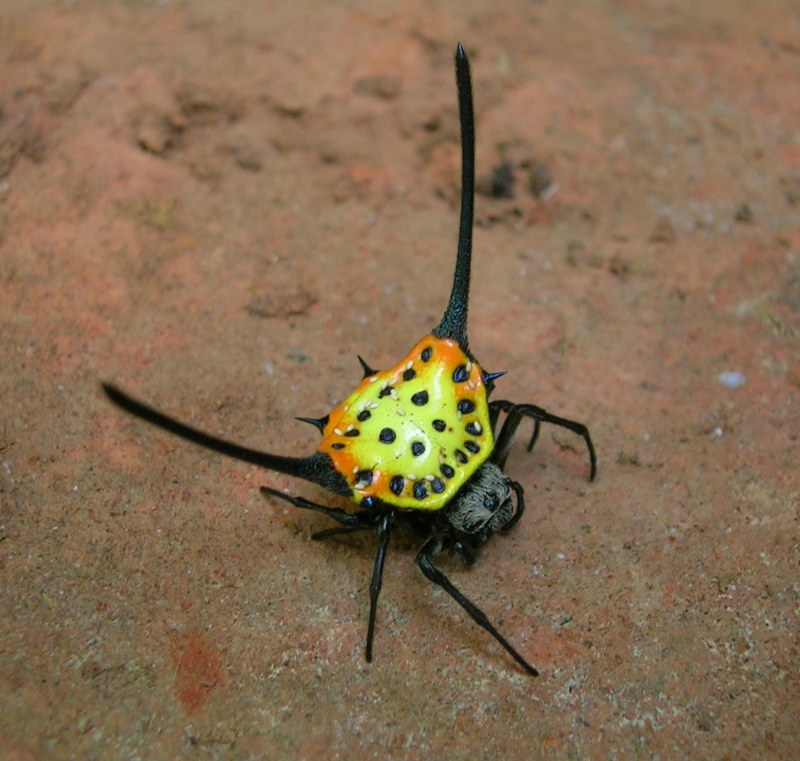
Gasteracantha-soorten, hier Gasteracantha dalyi, hebben bonte kleuren en opvallende uitsteeksels

Vrijwel alle spinnen hebben een schutkleur zoals bruin of zwart zodat ze minder zichtbaar zijn voor vijanden. Ze gebruiken hun kleuren als camouflage op de ondergrond waarop ze leven. Bij de spinnen zijn echter alle kleuren van de regenboog beschreven, zoals blauw, rood, roze, geel en zelfs groen met een rode vlek. De soorten uit het geslacht Gasteracantha zijn ongetwijfeld een van de meest bont gekleurde en vreemdst gebouwde spinnen. Dit geldt alleen voor de vrouwtjes, mannetjes zijn onooglijk klein en minder fraai. Van veel soorten zijn de mannetjes zelfs nog niet ontdekt. Gasteracantha-soorten hebben naast felle kleuren vaak stekelachtige structuren aan het achterlijf, die soms twee keer zo lang zijn als de spin zelf. De stekels zijn meestal schuin naar achteren of naar boven gericht en dienen waarschijnlijk om vijanden te waarschuwen dat de spin niet makkelijk door te slikken is.

#### Waarschuwingskleur
Spinnen die een zeer giftige beet hebben waarschuwen hun vijanden vaak met waarschuwingskleuren. Ze geven hiermee aan dat ze beter met rust gelaten kunnen worden, een voorbeeld is de zwarte weduwe. Ook veel grotere vogelspinnen hebben felle kleuren, deze worden echter voornamelijk veroorzaakt door de iriserende lichaamsbeharing, zoals de veelkleurige boomspin (Avicularia versicolor). Mannetjes van de zeer giftige roodhoofdmuisspin (Missulena occatoria) hebben een overwegend diepzwart lichaam maar een afstekend blauw achterlijf en een bloedrode bovenzijde van de kop en kaken (cheliceren). De herfstvuurspin heeft een knalrood achterlijf met vier zwarte vlekken wat doet denken aan een lieveheersbeestje. De spin Paradictyna rufoflava ten slotte heeft eveneens een ongebruikelijke kleurentekening; het gehele lichaam is groen van kleur maar de achterzijde van het achterlijf is juist rood van kleur.

#### Camouflage
| Arctosa is verborgen op grind. |
| Poltys lijkt op een takje.     |
| Myrmarachne lijkt op een mier. |

Spinnen zijn soms zeer goed gecamoufleerd en nauwelijks op te merken doordat ze tegen de achtergrond wegvallen. Dit kan worden veroorzaakt door de lichaamskleur of lichaamsvorm en ook combinaties zijn gebruikelijk. Spinnen waarbij zowel vorm als kleur zijn aangepast op de achtergrond zijn zeer moeilijk te zien als ze stilzitten. Veel soorten hebben een goede camouflage om niet op te vallen voor vijanden, andere soorten gebruiken hun schutkleur om prooien in een hinderlaag te lokken.
Een aantal spinnen kan van kleur veranderen. Een bekend voorbeeld vormen de krabspinnen, die hun lichaamskleur van geel naar wit kunnen veranderen door de lichaamsvloeistoffen in de huid anders te verdelen. Ook bestaan er soorten die een 'zomerkleur' en een 'herfstkleur' kennen, zoals de viervlekwielwebspin (Araneus quadratus). Deze soort heeft normaal een groenbruine kleur, maar verkleurt in de herfst naar roodbruin.
De grindwolfspin dankt haar naam aan de bodembewonende levenswijze op een substraat van grind. Door de kleuren en de vlekkentekening is de spin moeilijk te zien in haar natuurlijke habitat. Spinnen die tot het geslacht Hypochilus behoren leven op met mos begroeide boomstammen en hun lichaamskleur bootst deze zeer goed na, waardoor ze wegvallen tegen de ondergrond. Het geslacht Pandercetes kent vertegenwoordigers die op boomstammen leven en hierop nauwelijks opvallen. Niet alleen de lichaamskleur met grillige vlekken, maar ook de sterke beharing over het gehele lichaam zorgen ervoor dat de spin op een natuurlijke ondergrond zeer moeilijk te zien is. De beharing is zo geplaatst dat het lichaam van de spin onder geen enkele lichthoek een schaduw werpt.
Spinnen worden voornamelijk gegeten door vogels. Sommige soorten spinnen hebben een lichaamsvorm en -kleur die lijkt op vogelpoep. Dit is geen toeval aangezien vogels nooit vogelpoep zullen eten. Er zijn zelfs spinnen die een lichaamsgeur verspreiden die lijkt op de geur van vogelpoep. Dit dient niet alleen om vogels te weren, maar ook om insecten te lokken die leven van vogelpoep. Andere spinnen lijken sprekend op takjes of andere plantendelen zoals de driehoekswebspin (Hyptiotes paradoxus). Deze spin leeft in naaldbossen en lijkt uiterlijk op een droge knop van de spar (Picea). De soorten die behoren tot het geslacht Arachnura lijken sprekend op een blad dankzij de bladsteel-achtige vergroeiing van het achterlijf.
Soorten uit het geslacht Poltys leven op takken en kennen een specifieke camouflage waarbij ze op een uitloper van een takje lijken. Niet alleen de kleur maar ook de lichaamsvorm zijn hierop aangepast, evenals de houding van de poten.
De Braziliaanse krabspin Epicadus heterogaster is een van de opmerkelijkst gevormde spinnen. Deze soort heeft zeven zeer hoge 'bulten' op het achterlijf die van elkaar af staan waardoor het geheel op een orchideeachtige bloem lijkt. De kleuren van de spin versterken deze gelijkenis, bovendien kent de spin verschillende sterk afwijkende kleurvormen. De meest gangbare lichaamskleur is geheel wit, maar ook paarse, helder gele en rode kleuren komen voor.
Een aantal spinnen heeft een sterk op mieren gelijkend uiterlijk. Dergelijke soorten leven vaak voornamelijk van mieren of hun larven en poppen. Deze spinnen behoren tot het geslacht Myrmarachne en de familie springspinnen. De verschillende soorten spinnen lijken soms zelfs op verschillende mierensoorten, afhankelijk van welke soort ze eten. De soort Myrmarachne plataleoides bijvoorbeeld imiteert de weefmier Oecophylla smaragdina.

### Kopborststuk

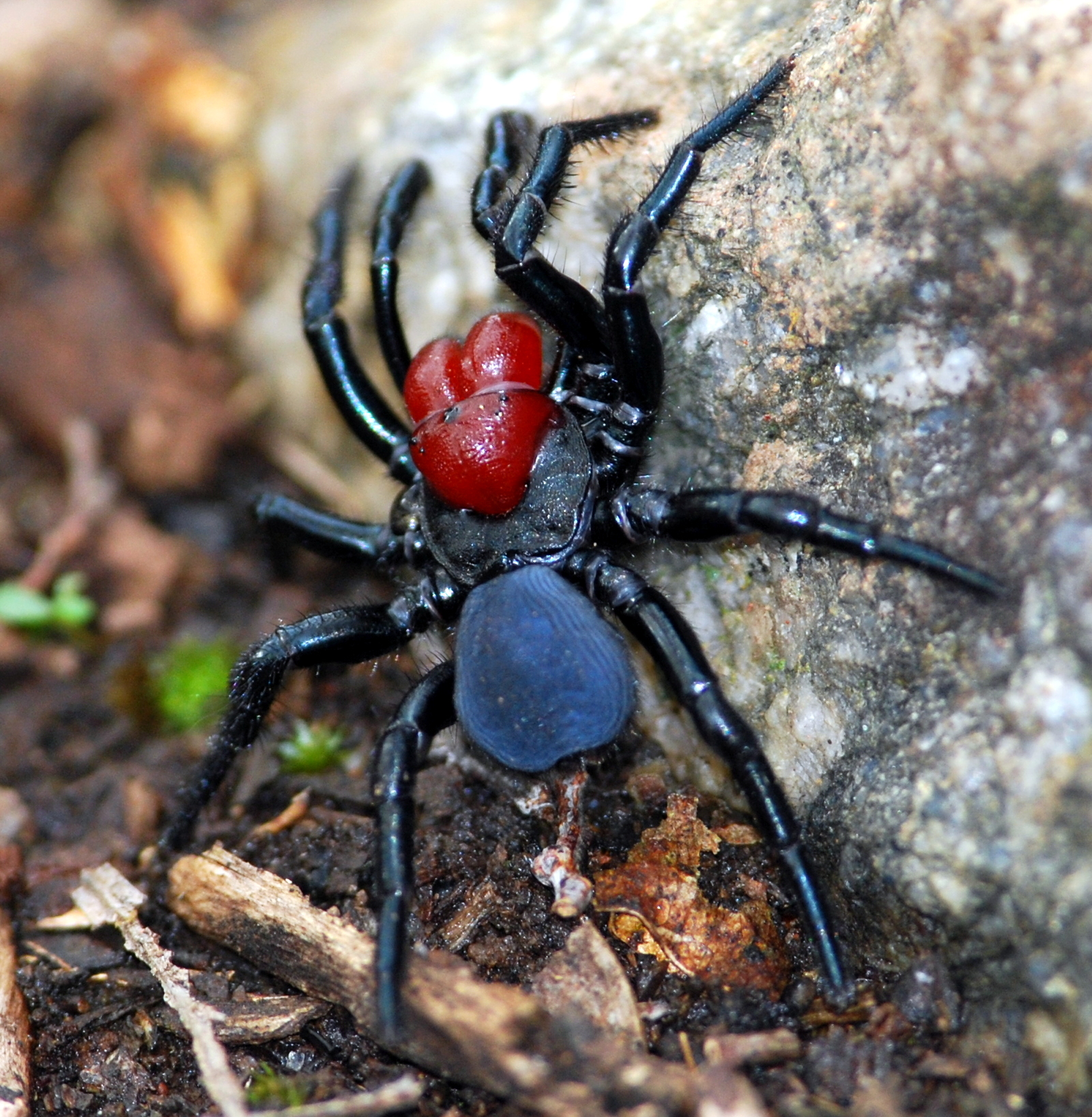
Bij mannetjes van de roodhoofdmuisspin is de kop rood, het borststuk is zwart en het achterlijf blauw

Het kopborststuk is het voorste deel van een spin en bestaat uit één geheel. De kop is met het potendragende borststuk gefuseerd. Het kopborststuk wordt bij geleedpotigen wel cephalothorax genoemd en bij spinnen wordt dit deel specifiek met prosoma aangeduid.

#### Palpen
Spinnen hebben geen antennes zoals deze voorkomen bij de insecten. Spinnen hebben wel tastsprieten maar deze zijn ontstaan uit monddelen en worden de pedipalpen genoemd. Deze gelede en sterk beweeglijke aanhangsels hebben een soortgelijke tastzintuiglijke functie, vergelijkbaar met de antennen van insecten. Daarnaast vervullen de pedipalpen bij de mannetjesspin een gespecialiseerde rol als geslachtsorgaan. Het laatste segment van de palp van een mannetje bestaat uit een duidelijk vergroot opslagorgaan dat bulbus wordt genoemd en een functie van spermatofoor heeft. Het zijn opslagplaatsen waarin de spin sperma bewaart en paarorganen waarmee hij het inbrengt in de geslachtsopening of epigyne van het wijfje. De bulbus draagt aan het uiteinde een naaldachtig aanhangsel, de embolus. Het geheel heeft een pipetachtige functie; het sperma wordt door de smalle opening in de bulbus gezogen waar het wordt opgeslagen, zie ook onder voortplanting.
De palp van een vrouwtje is draadachtig en wordt gebruikt als tastorgaan. Bij een aantal soorten worden ze door de vrouwtjes gebruikt om de eicocon met zich mee te dragen. De vorm van de palp van het mannetje is een van de belangrijkste kenmerken bij de determinatie van spinnen.

#### Cheliceren
Spinnen hebben twee cheliceren of gifkaken, die hol zijn zodat het gif kan worden ingespoten in het prooidier. De gifklier van de spin is inwendig aan de voorzijde van het kopborststuk gelegen en wordt bediend door twee gedraaide spieren die het gif met grote kracht in de kaken en vervolgens in de prooi brengen.
Spinnen worden verdeeld in twee groepen op basis van de bouw van de cheliceren. De oorspronkelijke kaakvorm is orthognaat; de cheliceren staan hierbij parallel en de gifstekel is omlaag geklapt. De cheliceren kunnen - gezien vanaf de lichaamsas - alleen van boven naar beneden bewegen. De moderne spinnen hebben een kaakbouw die labidognaat wordt genoemd; bij deze soorten kunnen de cheliceren van links naar rechts worden bewogen en hierdoor kunnen ze als een tang worden gebruikt.
Bij veel van dergelijke spinnen worden de cheliceren ook gebruikt om mee te kauwen. De kaken zijn voorzien van scharnieren en de uiteinden worden tegen een met doornen bedekte basis gewreven waardoor het voedsel wordt vermalen. Er zijn ook spinnen die hun prooi uitzuigen en een van buiten perfect intact huidje van hun slachtoffer achterlaten.
Niet alle spinnen spuiten gif in, bij enkele soorten is de gifklier gedegenereerd en de cheliceren hebben geen opening aan het uiteinde waardoor bij andere spinnen het gif toegediend wordt. Een voorbeeld is de driehoekswebspin. Dergelijke spinnen spenderen vaak meer tijd aan het inpakken van een prooidier, om het gebrek aan verlammend gif te compenseren.

#### Ogen

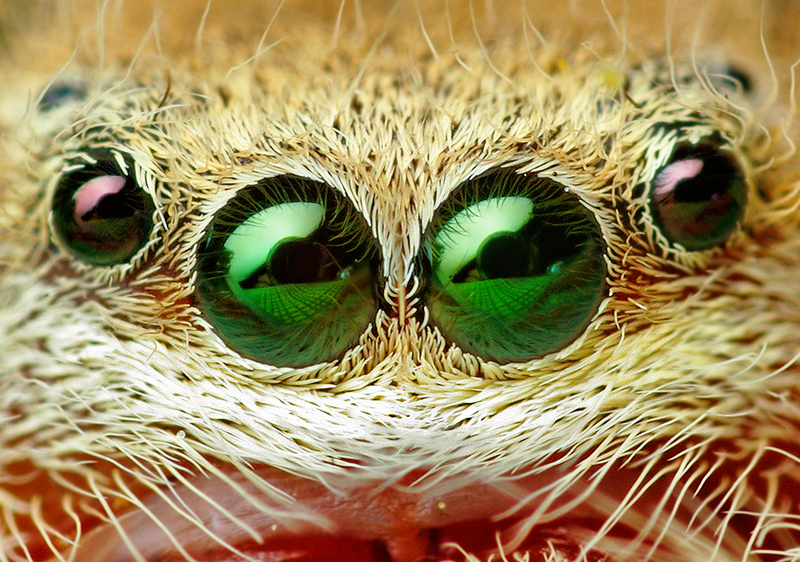
Voorzijde van de kop van de springspin Phidippus pius

Op de bovenzijde van het borststuk zijn de ogen gelegen en vaak is dit deel wat gewelfd zodat de ogen wat hoger gelegen zijn en zo een beter zicht hebben. Een dergelijke verhoging wordt de oogheuvel genoemd en komt ook voor bij andere spinachtigen. Bij enkele soorten is de oogheuvel extreem verlengd, wat doet denken aan een 'giraffennek', een voorbeeld zijn de soorten uit het geslacht Afrarchaea die voorkomen in Zuid-Afrika en Madagaskar. Spinnen hebben altijd enkelvoudige ogen, die een enkele lens bevat en geen samengestelde ogen zoals voorkomt bij insecten en kreeftachtigen.
De meeste spinnen hebben vier paar ogen, dus acht in totaal, en een aantal soorten heeft drie paar ogen, dus zes in totaal. Sommige soorten spinnen hebben twee of slechts één paar ogen en bij enkele soorten spinnen zijn de ogen functioneel volledig verloren gegaan. Dergelijke soorten leven uitsluitend in grotten aangezien visuele zintuigen hier vanwege de permanente duisternis nutteloos zijn. Een voorbeeld is de soort Neoleptoneta myopica: die heeft nog wel zes ogen, maar deze bevatten geen pigmenten en kunnen dus geen licht waarnemen. Dit gaat niet voor alle grottenbewoners op; de spin Spelungula cavernicola leeft eveneens in grotten maar heeft nog wel ontwikkelde ogen.
De ogen zijn altijd in paren gelegen, vaak is één paar wat beter ontwikkeld dan de andere drie en dit zijn meestal de voor-middenogen. Vooral jagende zwervende spinnen zoals de springspinnen hebben ten minste één paar ogen dat zeer goed is ontwikkeld. Dergelijke spinnen kunnen diepte zien, verschillende kleuren waarnemen en gepolariseerd licht zien. Het netvlies of retina is beweeglijk zodat het blikveld wordt verruimd. De meeste spinnen zien echter vrij slecht en kunnen alleen grove lichtverschuivingen waarnemen. Ze kunnen zo waarnemen of het dag of nacht is en beelden vormen van objecten die heel dichtbij zijn. Het gezichtsvermogen verschilt sterk per spin, soorten die tot de wolfspinnen behoren hebben ongeveer 5000 retinacellen in het oog terwijl de grijze huisspin ongeveer 400 retinacellen heeft. Ter vergelijking, het oog van een mens heeft er ongeveer 80 miljoen.

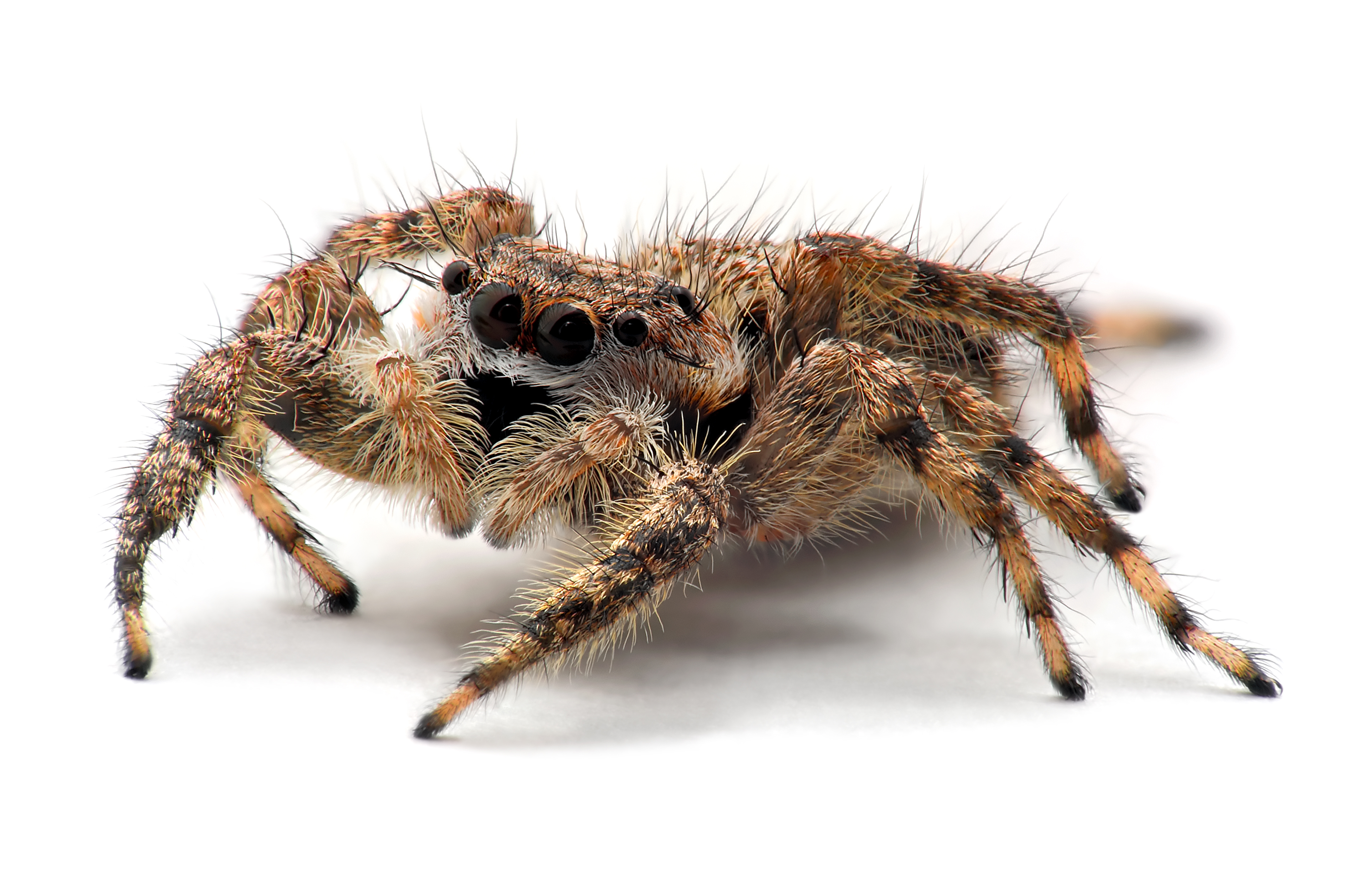
Vrouwtje van de soort Platycryptus undatus

De springspinnen hebben in tegenstelling tot de meeste spinnen een vrij goed gezichtsvermogen. De vertegenwoordigers van deze familie kunnen diepte zien en zo afstanden inschatten en hebben dus een stereoscopisch zicht, in tegenstelling tot de andere spinnen. Dit komt doordat twee van hun ogen vergroot en bovendien naast elkaar aan de voorzijde van de kop geplaatst zijn. Zo kunnen ze een afstand van 40 keer hun eigen lichaamslengte ver springen, wat zonder het kunnen zien van diepte niet mogelijk is. Het goede gezichtsvermogen heeft er ook toe geleid dat de mannetjes bij de balts een visuele voorstelling geven door ritmisch met hun poten te zwaaien. Ook bij springspinnen is het zicht echter beperkt, ze kunnen voorwerpen weliswaar scherp waarnemen maar maximaal tot een afstand van ongeveer 30 centimeter.
De celspinnen bijvoorbeeld hebben zes kleine oogjes die dicht bij elkaar gelegen zijn aan de voorzijde van de kop. De soorten uit het geslacht Oxyopes hebben twee vergrote voor-middenogen met daaronder twee kleinere. Een paar ogen bevindt zich aan de zijkanten van de kop en het andere aan de bovenzijde, zodat de spin in alle richtingen kan zien.
De ogen van spinnen, zowel het aantal, de vorm als de exacte positie ervan, zijn een van de lichaamskenmerken waarin spinnen sterk kunnen verschillen. Vaak is bij een spin aan deze configuratie van de ogen te zien tot welke familie de soort behoort. Soorten uit de familie Dysderidae bijvoorbeeld hebben zes kleine ogen die in een groepje op het midden van de kop gelegen zijn. Bij de wolfspinnen zijn twee ogen vergroot en aan de voorzijde van de kop geplaatst, aan weerszijden van de kop is een vergroot oog aanwezig en aan de onderzijde van de kop zijn vier kleine oogjes gelegen in een horizontale rij. Bij de webspinnen komen vaak vier verticale rijen oogjes van twee voor naast elkaar waarbij de oogjes klein en gelijk van grootte zijn. Bij de springspinnen ten slotte zijn twee sterk vergrote ogen aan de voorzijde van de kop gelegen, de zes andere ogen zijn aan de zijkanten en de achterzijde van de grote ogen gepositioneerd. Een bijzondere geslacht van spinnen is Walckenaeria, waarvan de mannetjes een periscoop-achtig uitsteeksel hebben aan de voorzijde van het kopborststuk. Aan de bovenzijde van deze steelachtige structuur zijn de ogen gelegen. Het uitsteeksel speelt een rol bij de paring van de spin.

#### Poten

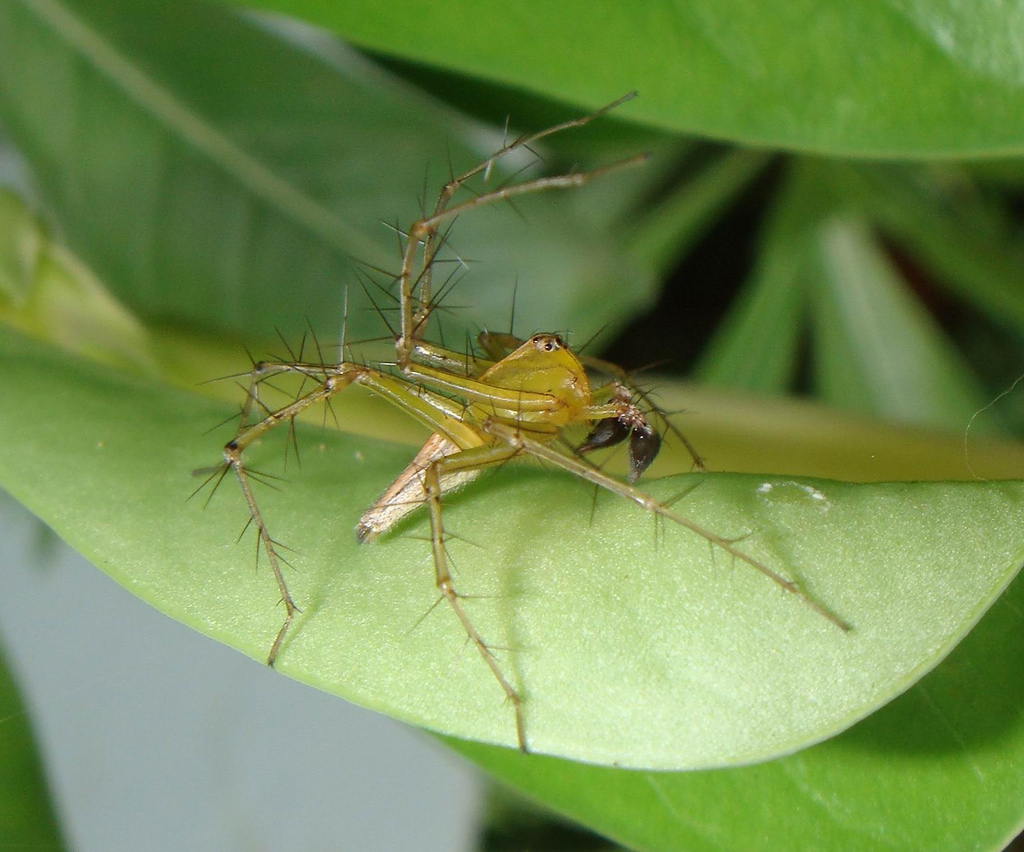
Lynxspinnen hebben stekelige poten

Zoals alle spinachtigen (Arachnida) hebben spinnen acht poten en niet zes zoals insecten of tien en meer zoals kreeftachtigen, duizendpoten of miljoenpoten. Dit is bij de meeste soorten ook duidelijk te zien maar bij een aantal spinnen zijn de palpen sterk vergroot zodat het net lijkt of ze een extra paar poten hebben. Er zijn ook soorten die sterk verlengde spintepels aan het achterlijf hebben die aan poten doen denken.
De acht looppoten ontspruiten aan de cephalothorax. Het voorste potenpaar wordt met een romeinse I aangeduid, het achterste potenpaar met IV. De rugzijde van de cephalothorax heet de carapax, de buikzijde wordt sternum genoemd. De poten hebben wel buigspieren (musculus flexor) maar in sommige van de grootste gewrichten geen strekspieren (musculus extensor). De strekking van de poten gebeurt hier hydraulisch door het opvoeren van de bloeddruk in het kopborststuk, zie ook onder bloedsomloop.
De poten zijn vaak bedekt met diverse typen zintuigharen, die aanraking, luchtvochtigheid, vibraties en geuren kunnen waarnemen. Soorten die in holen leven hebben vaak een korte, fluweelachtige lichaamsbeharing die bij het graven geen weerstand geeft. Andere soorten hebben juist een lange en stekelige beharing, zoals soorten die tot de familie lynxspinnen behoren. Het pootoppervlak van de tarsen is bij sommige spinnen zeer goed ontwikkeld. Veel spinnen kunnen als beschermingsmechanisme een poot op de grens tussen coxa en trochanter zelf amputeren (autotomie) als deze door een vijand wordt beetgepakt.
Het uiteinde van de poot is bij spinnen verschillend van vorm, soorten die webben maken hebben twee kam-achtige structuren aan iedere poot, met daartussen een haakachtige structuur. Door deze tegen elkaar te klemmen kan een spin zich vasthouden aan de spindraad. Soorten die geen web maken maar bodembewonend zijn of in bomen leven hebben echter een geheel andere structuur aan het pootoppervlak, bij deze soorten draagt de onderzijde van de poot vele fijne haartjes die zelf ook weer uitschieters hebben. De haartjes zijn zo klein dat ze op alle mogelijke oppervlakken blijven plakken. Dergelijke spinnen kunnen zelfs verticaal tegen glas lopen, dit mechanisme komt ook voor bij geheel andere dieren zoals hagedissen uit de familie anolissen.

### Achterlijf
Het achterlijf van een spin is meestal bol- tot eivormig en bevat het grootste deel van de organen. In het achterlijf bevinden zich het hart, de boeklongen, het grootste deel van het spijsverteringskanaal en de voortplantingsorganen. Het achterlijf wordt bij geleedpotigen wel abdomen genoemd maar bij de spinnen wordt hiervoor de term opisthosoma gebruikt. Het achterlijf is bij spinnen altijd van het kopborststuk te onderscheiden aan de petiolus, dit is de sterke insnoering van het spinnenlichaam. De petiolus is een nauwe verbinding tussen de voor- en de achterzijde van het lichaam van spinnen. Het lichaam van een spin wordt minder 'stijf' door de petiolus, een dergelijke structuur komt ook voor bij sommige insecten zoals de wespen ('wespentaille') en bij veel mieren.

#### Zenuwstelsel en zintuigen

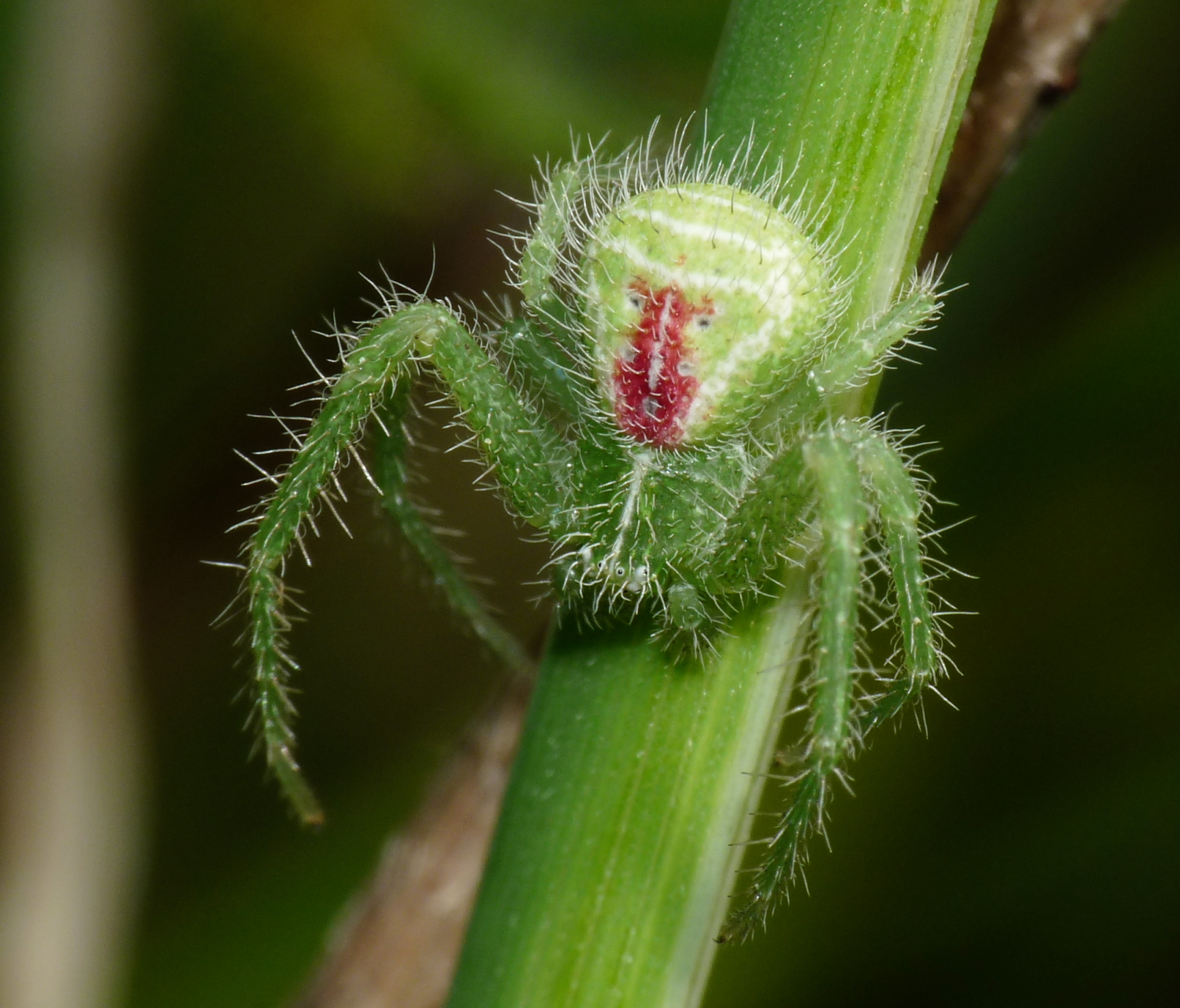
Deze Heriaeus-soort uit Italië is sterk behaard

Spinnen hebben een zenuwstelsel dat afwijkt in vergelijking met dat van andere ongewervelden en zelfs van andere spinachtigen. Bij de insecten en duizendpotigen is een zogenaamd touwladderstelsel aanwezig dat bestaat uit een verdikt deel (zenuwknoop of ganglion) in het achterlijf en twee zenuwstrengen die door het gehele lichaam lopen en steeds vertakkingen hebben naar de ledematen. Het lijkt hierdoor op een touwladder waarbij iedere dwarsverbinding als een soort 'deelhersenen' kan worden beschouwd. Insecten, kreeftachtigen en duizendpotigen kunnen hierdoor hun poten onafhankelijk bewegen zonder dat de 'hoofdhersenen' hiervoor gebruikt worden. Ook bij andere spinachtigen is een dubbele zenuw gebruikelijk, bij de schorpioenen zijn de verschillende deelhersenen met elkaar verbonden zodat een betere coördinatie mogelijk is.
Bij de spinnen echter is het zenuwstelsel geheel gelegen in het cephalothorax. Er zijn zenuwbanen die door de petiolus naar de spintepels leiden en naar de haartjes op de huid van het achterlijf. Tijdens de ontwikkeling van het embryo verschijnen de zenuwkanalen als gesegmenteerde delen, net als bij de insecten en andere geleedpotigen. Ze worden echter al vroeg in de ontwikkeling naar het kopborststuk verplaatst. De hersenen zijn gecentraliseerd tot één 'knoop van zenuwknopen'. Een dergelijke centralisatie van de hersenen kan de intelligentie van een dier sterk bevorderen; centralisatie van de ganglia is bijvoorbeeld de reden dat inktvissen in vergelijking met andere weekdieren zeer intelligent zijn.
Het zenuwstelsel reageert op de signalen van de zintuigcellen van de spin. Spinnen kunnen verschillende variabelen waarnemen, allereerst kunnen ze kleuren en bewegingen waarnemen door de retinacellen in de ogen. De ogen zijn direct aan het ganglion of zenuwknoop verbonden middels een zenuwstreng. De belangrijkste zintuigen van spinnen zijn echter de haartjes op het lichaam. De huid van spinnen bevat haartjes die trillingen in de lucht kunnen waarnemen en zo aankomende vijanden of prooien kunnen detecteren. Spinnen kunnen waarschijnlijk geen geluidstonen onderscheiden maar slechts hun aanwezigheid waarnemen. Dergelijke haren worden wel bekerharen genoemd vanwege de bekerachtige vorm van de huidopening waaruit ze steken. De bekerharen kunnen luchttrillingen waarnemen van millimeters tot enige centimeters en zijn alleen effectief op een korte afstand.
De reukharen spelen een belangrijke rol bij de sociale spinnen, die elkaar als familielid herkennen. Sociale spinnen verjagen soortgenoten die niet tot de eigen familie behoren en ze zijn hiertoe in staat door de hooggespecialiseerde reukharen. De spinnen kunnen zo de lichaamsgeur van soortgenoten onderscheiden.
Spinnen zijn in staat om hun geotaxie te bepalen; dit wil zeggen dat ze in staat zijn waar te nemen hoe hoog ze zich bevinden. Positief geotactische spinnen zijn boombewoners die hogere plantendelen opzoeken. Negatief geotactische spinnen zijn terrestrisch en zullen de bodem blijven prefereren. Daarnaast kunnen spinnen verschillende omgevingsvariabelen vaststellen, zoals de temperatuur, de luchtdruk en de luchtvochtigheid.

#### Ademhaling

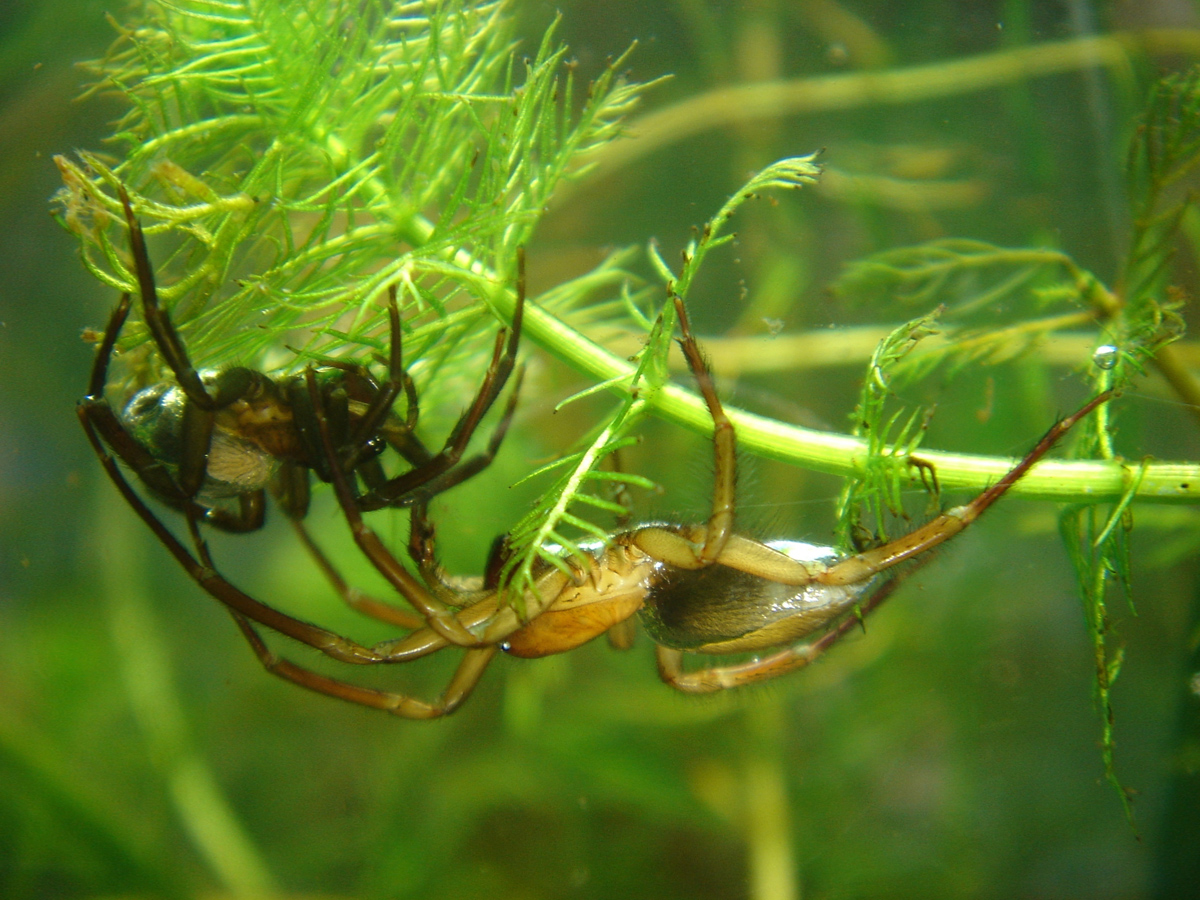
De waterspin (Argyroneta aquatica) leeft onderwater maar ademt atmosferische lucht

Spinnen behoren tot de geleedpotigen en hebben dus geen longen zoals zoogdieren. Veel spinnen hebben zogenaamde boeklongen die de naam danken aan de vele bladachtige plaatjes die zuurstof opnemen. Veel soorten hebben ook vertakte buisjes die het lichaam van zuurstof voorzien, een zogenaamd tracheeënstelsel. Bij veel spinnen komt een combinatie voor. Het ademhalingsapparaat is altijd gelegen in het achterlijf, en ook de ademopeningen zijn hier gepositioneerd. De ademopeningen bestaan uit een spleetachtige opening aan de buikzijde van het achterlijf waarbij het aantal openingen kan verschillen per familie. Meestal zijn de spleten onbehaard om de ademhaling te vergemakkelijken. Veel soorten hebben een paar op ongeveer het midden van de onderzijde van het achterlijf en een paar vlak voor de spintepels.

#### Bloedsomloop

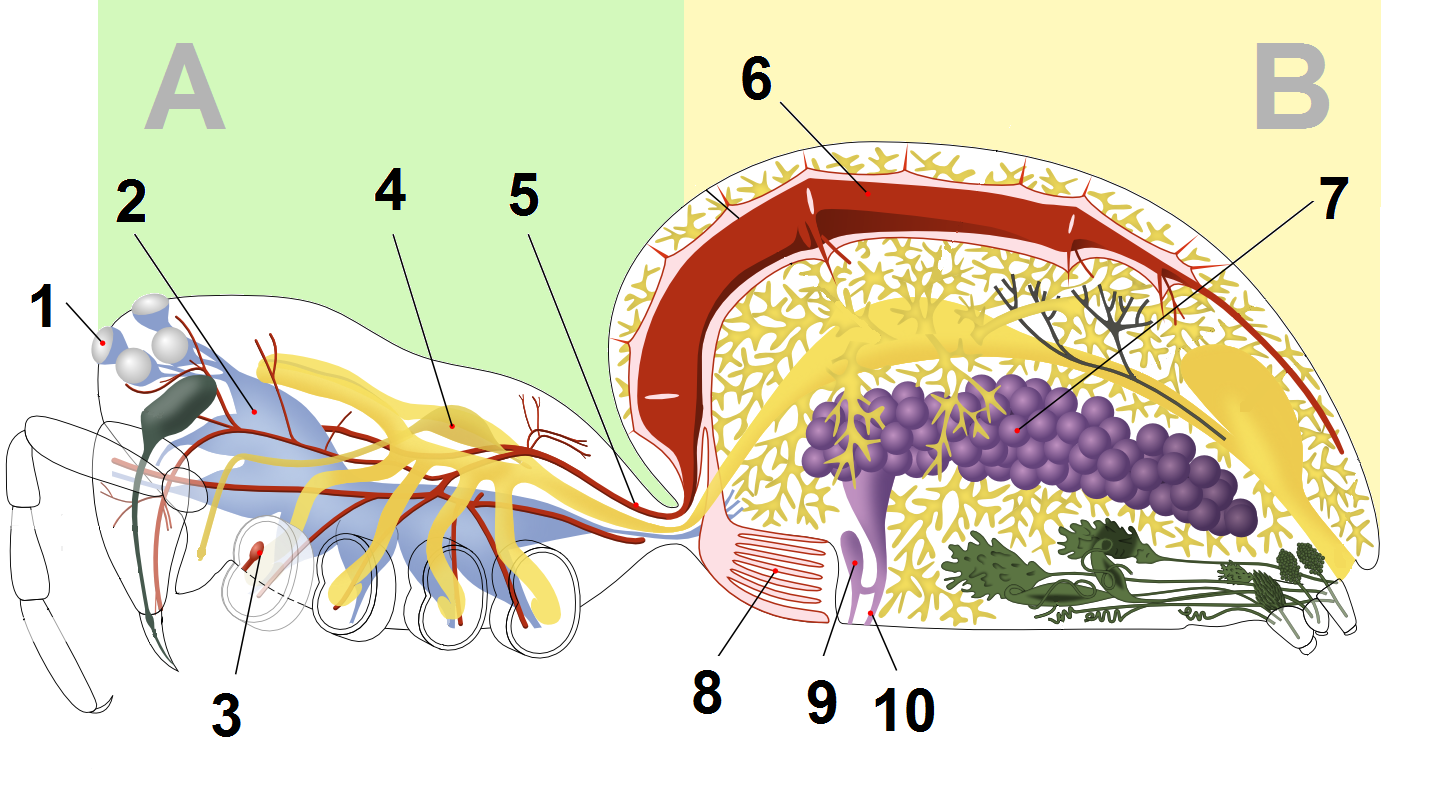
Bloedsomloop, zenuwstelsel en geslachtsorganen van een spin:

Het buisvormige hart van een spin ligt ongeveer in het midden van het achterlijf aan de bovenzijde. Het bloed komt het hart binnen door vier klepjes (ostia). Spinnen die ademen via een tracheeënstelsel die het gehele lichaam voorziet van zuurstof, hebben een kleiner en vaak minder krachtig hart dan spinnen die voornamelijk van zuurstof worden voorzien door de boeklongen. Spinnen die via boeklongen ademen, moeten alle zuurstof via bloedvloeistof naar de organen pompen, terwijl spinnen met een ontwikkeld tracheeënstelsel hun lichaam deels direct voorzien van zuurstof.
Via een stelsel van ader-achtige buisjes wordt het bloed naar de verschillende weefsels geleid. Spinnen hebben een open bloedsomloop, hun bloedvloeistof stroomt slechts deels door met aderen vergelijkbare buisjes, maar stroomt vrij door de organen. De bloedvloeistof wordt teruggebracht in de kanaaltjes zodat het langs de boeklongen kan worden gevoerd om van zuurstof te worden voorzien en van CO2 kan worden ontdaan.
Het bloed van spinnen bevat stoffen die zuurstof binden om het zo door het lichaam te verspreiden. Bij de spinnen wordt hiervoor geen ijzerverbinding zoals hemoglobine gebruikt maar een koperverbinding genaamd hemocyanine. Als hemocyanine zuurstofmuleculen draagt, kleurt het niet rood zoals bij ijzerverbindingen het geval is, maar blauw.
De spin gebruikt bij het lopen de bloeddruk om de poten te strekken, waarbij iedere keer als de spin zijn poot naar voren plaatst bloed in de poot wordt gebracht. Spinnen hebben namelijk wel buigspieren, maar geen strekspieren in hun poten, zie ook onder het kopje poten. Deze bloeddrukverschillen worden niet beïnvloed door het hart in het achterlijf maar door spieren in het kopborststuk.
Dit doet denken aan een hydraulisch systeem, het heeft als nadeel dat als een spin gewond raakt en bloed verliest, de bloeddruk daalt en de poten niet meer kunnen worden bewogen. Dit mechanisme verklaart ook waardoor spinnen na hun dood de poten opvouwen; door het wegvallen van de bloeddruk worden de poten ingeklapt.

#### Spijsvertering en uitscheiding

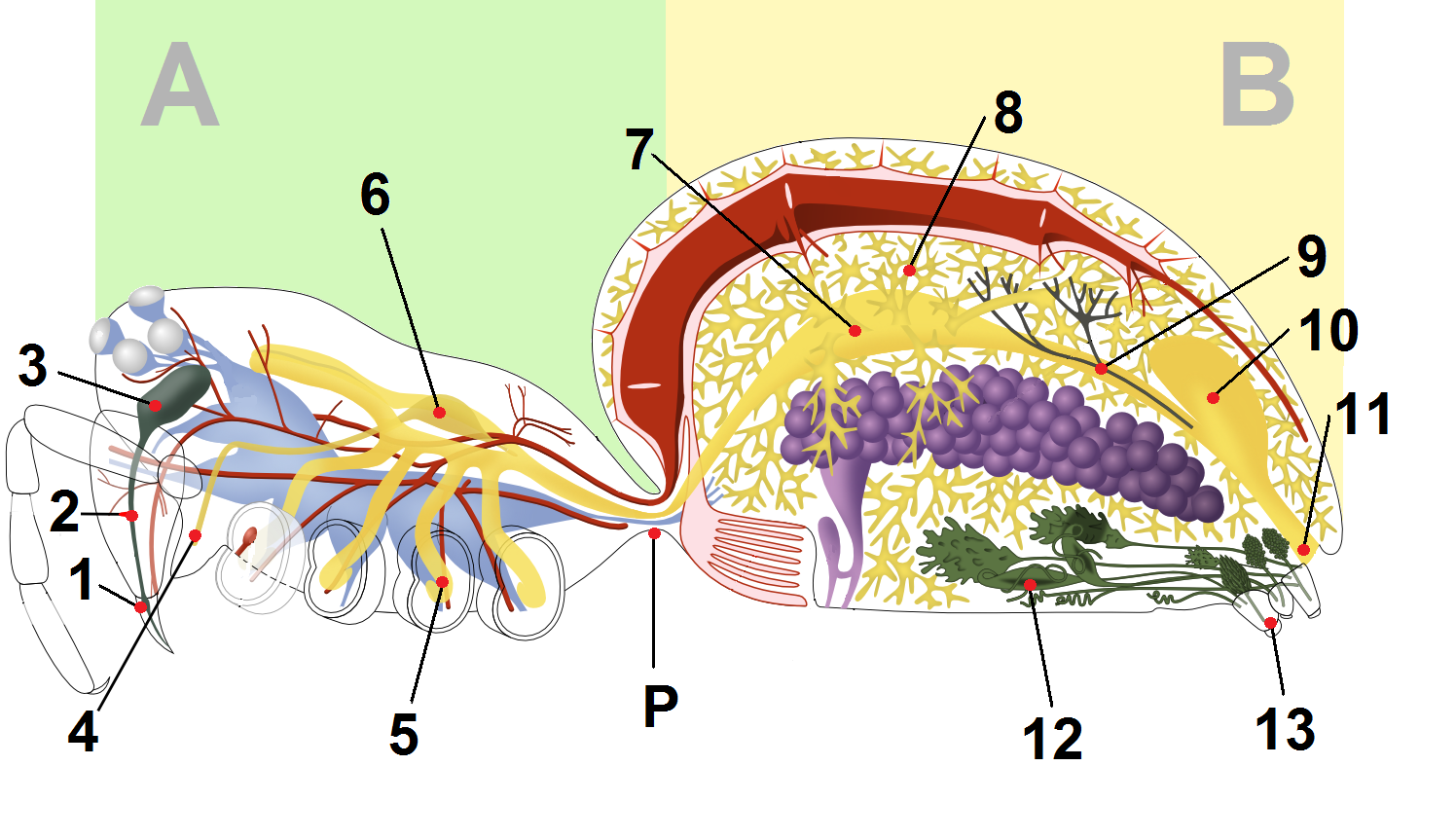
De spijsvertering van een spin:

Spinnen verteren hun prooi grotendeels buiten het eigen lichaam. Ze doen dit door de prooi vast te pakken met de kaken (1) en het gif via het gifkanaal (2) van de gifklier (3) in een prooi te spuiten, waarbij het gif de prooi verlamt maar daarnaast ook een sterk verterende werking heeft. Het lichaam van een prooi wordt hierdoor van binnenuit verteerd waarna de spin het goedje opzuigt. In de maag (6) wordt een onderdruk gecreëerd zodat de vloeibare bestanddelen worden opgezogen. Aan de bovenzijde van de maag zijn spieren gelegen die aan de rugzijde zijn gehecht. Deze spieren zorgen voor de pompwerking van de maag. Deze spieren kunnen niet alleen voedsel opzuigen maar zijn ook betrokken bij het uitscheiden van de verteringssappen in een prooi.
Achter de maag zijn twee kanalen gelegen die doorlopen in de basis van de poten. Hierdoor worden de ledematen voorzien van voedsel. De darmen van de spin lopen door de nauwe verbinding tussen het kopborststuk en het achterlijf, dit wordt de petiolus genoemd. De werkelijke darmen van de spin zijn in het achterlijf gelegen, ze zijn hier sterk verbreed en eindigen in een endeldarm (11). Deze heeft een blaas-achtige structuur, in de endeldarm worden de afvalstoffen verzameld. Het vocht wordt eruit onttrokken zodat het afval wordt ingedikt.
Spinnen hebben geen nieren of een lever die moeilijk afbreekbare stoffen volledig kunnen desintegreren tot makkelijk uitscheidbare stoffen. Spinnen zetten hun afvalstoffen daarom deels om in niet in water oplosbare verbindingen die worden opgeslagen in het lichaam.
De afvalstoffen van de spin worden omgeven door cellen die zich afsnoeren waarna de afvalstoffen naar de endeldarm worden gebracht. Spinnen produceren net als andere carnivoren vooral ammonium als afvalstof en zetten dit om in guanine. Deze stof kristalliseert makkelijk en wordt opgeslagen in de darmuiteinden die tegen de huid gelegen zijn. Het afbraakproduct guanine wordt via de buisjes van Malphigi naar de einddarm gebracht. Bij veel spinnen wordt een deel van de guanine opgeslagen in de huid. Omdat de guaninekristallen alle licht reflecteren hebben ze een witte kleur. Bij sommige spinnen -zoals de kruisspin- zorgt de stof voor een witte rugtekening.
Net als andere spinachtigen hebben spinnen coxaalklieren, deze zijn gelegen op het kopborststuk bij de aanhechting van het eerste en derde paar looppoten. Bij sommige spinnen is een van de openingen verdwenen. De coxaalklieren scheiden vooral vocht af.
De darmen van spinnen kunnen worden geïnfecteerd door eencellige parasieten. Spinnen hebben verschillende methodes om een infestatie tegen te gaan, wat al begint bij het opnemen van voedsel. Het vloeibare voedsel wordt door een fijn filter van zeer kleine haartjes geleid zodat alleen opgeloste stoffen worden verteerd en veel ziekteverwekkers worden buitengehouden. Eencellige parasieten die toch door deze barrière geraken worden gedood door het spijsverteringssap en als ze in de darm geraken komen ze al snel zonder voedsel te zitten; de voedseldeeltjes worden vrijwel onmiddellijk opgenomen door de darmcellen.

#### Spintepels

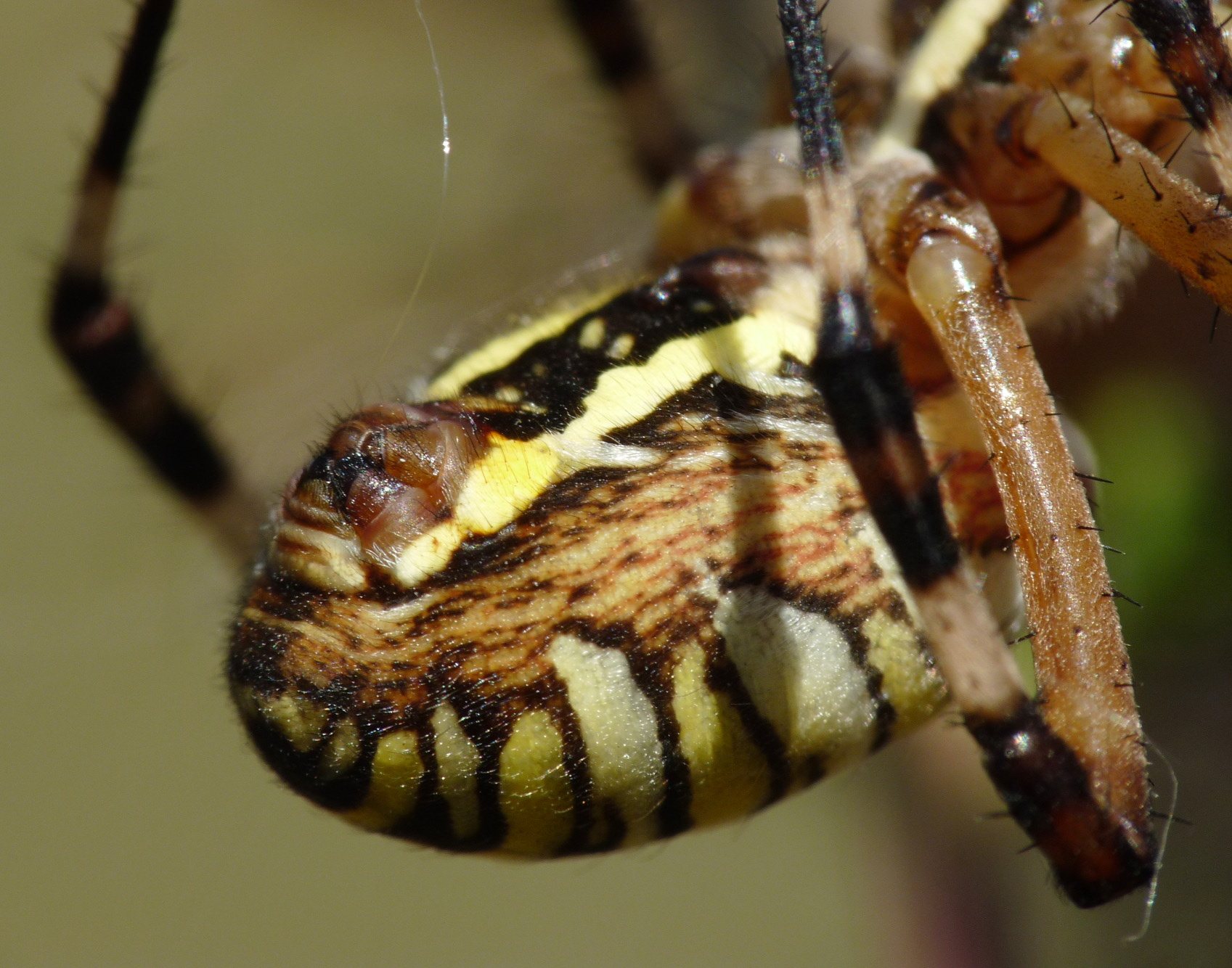
Spintepels van de wespspin (Argiope bruennichi)

De achterlijfsaanhangsels van spinnen worden wel de spintepels genoemd. Het zijn gepaarde, kegelvormige structuren die bedekt zijn met kleine klieropeningen. Spintepels zijn oorspronkelijk ontstaan uit ledematen op het vierde en vijfde achterlijfssegment. De spintepel zelf produceert geen spinrag, het is een drager voor vele honderden zogenaamde spindoppen die het spinrag uitscheiden.
Spinnen hebben verschillende soorten spintepels, de kleinere dienen om fijn spindraad te produceren en de grotere structuren dienen om steviger draden te maken. Bij spinnen zijn verschillende klieren bekend om spindraad te maken, deze klieren hebben elk hun eigen naam. De klieren Ampulleceae major en A. minor worden gebruikt om loopdraden voor het web te maken, de klier Coronatae wordt gebruikt om kleefdraad te produceren en de klier Aggregata zorgt voor de kleefstof die hierop zit. De klier Aciniformes dient om fijn draad te maken om prooien in te pakken, de klier Tubiliformes is specifiek om cocondraden te maken. De klier Pyriformes ten slotte produceert stevig spinsel om aanhechtingsdraden te maken.
De meeste spinnen hebben drie paar spintepels, dus zes in totaal, sommige spinnen hebben slechts één paar en bij een aantal soorten komen twee tot vier paar spintepels voor. Iedere spintepel bevat kleine klieropeningen waarvan het aantal sterk kan verschillen, van twee tot duizenden. Bij de spinnen die een zeefplaat of cribellum bezitten kan het aantal spindoppen oplopen tot meer dan 50.000.

## Spinsel

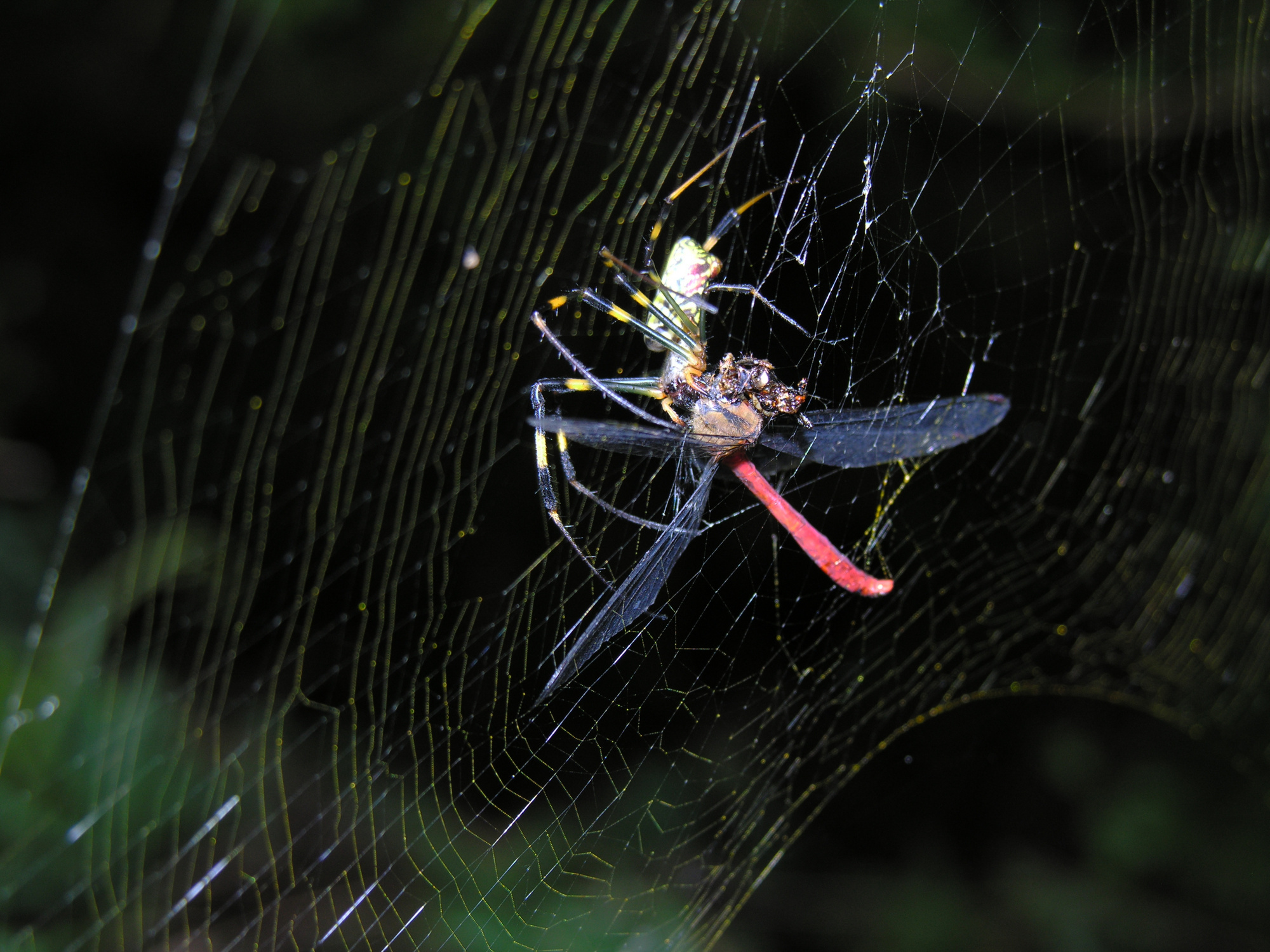
Het web van Nephila clavata is stevig genoeg om libellen te vangen

Het vermogen tot het produceren van spinsel is zeer karakteristiek voor spinnen; ze kunnen het allemaal. Er zijn enige insecten en mijten die ook spinsel produceren maar dan niet zoals de spinnen met aan het achterlijf gelegen spintepels. Rupsen die spinsel produceren doen dit bijvoorbeeld met klieren bij de kop.
De spintepels van spinnen scheiden een vloeistof af die uithardt tot een draad zodra de vloeistof door de poten wordt uitgerekt. Zowel de mannetjes als de vrouwtjes hebben ontwikkelde spintepels, al zijn de spintepels van een mannetje en een vrouwtje vaak op verschillende manieren gespecialiseerd.
Het spinsel bestaat chemisch gezien vooral uit proteïnen en bevat onder andere glycine, alanine, serine, valine en leucine. Er zijn verschillende diktes die de spin kan maken en het spinsel kan op verschillende manieren worden bewerkt. De kaardertjes bijvoorbeeld zijn een familie van spinnen die beschikt over een cribellum of zeefplaatje waardoor zeer fijne, wollige draden kunnen worden gemaakt. Bij sommige spinnen is het cribellum gedegenereerd en is slechts een kegelvormige structuur aanwezig, deze wordt de colulus genoemd.
Spinnen hebben niet slechts verschillende spinklieren maar verschillende soorten klieren, al naargelang het doel wordt het spinsel uitgescheiden. Bij de wielwebspinnen worden bij het maken van een web twee soorten spinsel gebruikt. Een dikker soort spinsel dient als ankerdraad en is niet kleverig, hier kan de spin over lopen zonder dat het lichaam blijft vastplakken. Daarnaast worden dunnere draden gebruikt die wel kleverig zijn, hiermee blijven de prooien kleven in het web.
Spinnen gebruiken hun spinrag voor de volgende doeleinden:
- Het vangen van prooien door ze vast te kleven (meerdere methodes)
- Het inpakken van een prooi voor consumptie
- Het voorzien van de woontunnel van een laagje spinsel
- Het verankeren van het lichaam bij het lopen of springen
- Het zich verspreiden als jonge spin door weg te zweven
- Het verpakken van het sperma in een spermatofoor en het maken van een omhulsel (cocon) voor de eieren

Alle spinnen kunnen spinsel produceren en de meeste soorten gebruiken dit om hun prooi te vangen, ze doen dit echter niet allemaal.

### Vastkleven van prooien

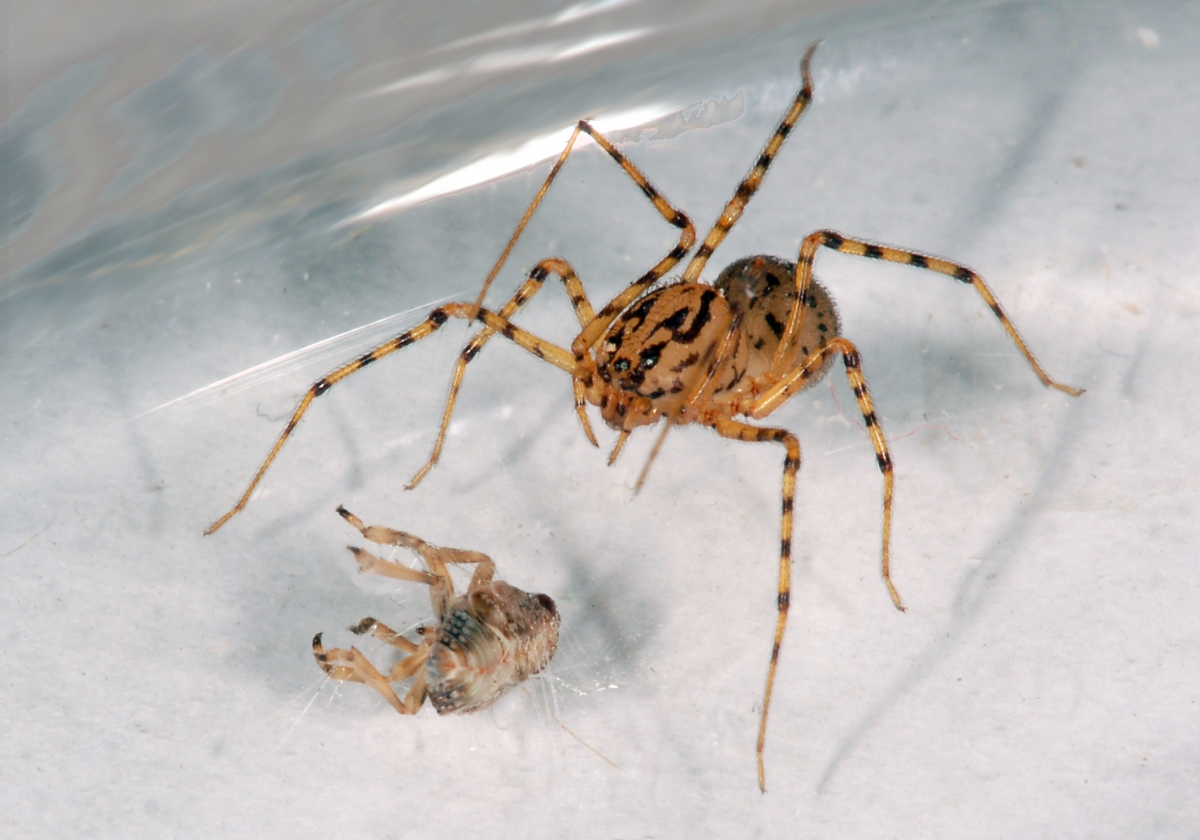
Een getijgerde lijmspuiter met een buitgemaakte prooi

Sommige spinnen schieten het spinsel, of zelfs het hele web, op de prooi af om deze te vangen. Het spinrag ontstaat als eiwitten coaguleren zodra ze uit de spintepel komen, ze veranderen van structuur doordat de spin aan de draad trekt. De overgang van vloeibaar naar vast komt dus niet door inwerking van lucht zoals vaak wordt gedacht.
Spinrag is sterker dan de beste synthetische materialen die de mens kan maken bij dezelfde dikte. Het is echter niet stijf, zodat bijvoorbeeld gebruik in kogelwerende vesten niet mogelijk is. De kogel komt niet langs het vest maar gaat met vest en al het lichaam in. Het web van een kruisspin weegt slechts ongeveer 0,1 tot 0,5 milligram.
Van alle soorten die hun prooi vangen met behulp van spinsel, maakt het overgrote deel een spinnenweb, maar er zijn ook hier weer uitzonderingen. Voorbeelden van soorten die wel een spindraad produceren om een prooi te vangen maar geen web maken zijn de soorten uit de geslachten Mastophora en de familie lijmspuiters. De Mastophora- soorten maken een enkele dunne draad waarvan het uiteinde wordt voorzien van een kleverige druppel. Deze druppel bevat geurstoffen van vrouwelijke motten die de mannetjes aanlokken. De spin laat deze draad omlaag zakken en als er een mot aankomt, wordt de draad met de druppel als een bola heen en weer bewogen tot deze de mot raakt en de spin zijn draad -met prooi- weer omhoog tilt.
De spinnen die behoren tot de lijmspuiters (familie Scytodidae) gaan nog verder; zij spuiten het spinsel als een kleverige dubbele draad direct op de prooi om deze te fixeren. Tijdens het spuiten worden de cheliceren heen- en weer bewogen om zo een zigzagdraad te verkrijgen wat het effectieve oppervlak vergroot. Een vertegenwoordiger van deze familie, de getijgerde lijmspuiter (Scytodes thoracica), komt vrij algemeen voor in België en Nederland. Lijmspuiters spuiten niet alleen spinsel, maar tevens wordt de prooi beschoten met gif zodat deze verlamd raakt.

#### Het spinnenweb

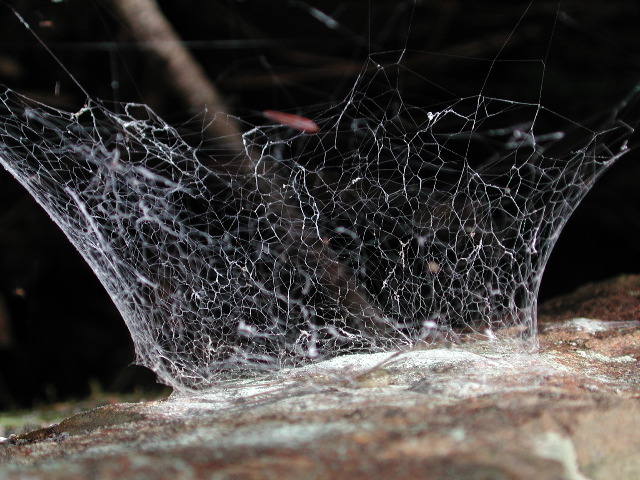
Spinnen maken verschillende soorten webben; hier het web van een Hypochilus-soort

Vele maar zeker niet alle spinnen maken bij hun jacht gebruik van een web. Veel spinnen vertonen een sterke specialisatie op een bepaalde prooigroep of manier van jagen. De webben die spinnen gebruiken zijn in te delen in vier typen:
- Ronde webben die loodrecht tussen planten gespannen worden, zoals het web van de kruisspin (Araneus diadematus). Met dergelijke webben worden vliegende insecten gevangen.
- Onregelmatige webben, deze worden over de bodem of horizontaal op planten gespannen om kruipende insecten te vangen, zoals het web van de grijze huisspin (Tegenaria domestica).
- Trechtervormige webben, deze zijn duidelijk kegelvormig waarbij de spin in de kleine opening zit te wachten op langslopende prooien. Veel trechterspinnen maken een dergelijk web.
- Tunnelvormige webben, deze worden gebruikt door ondergronds levende spinnen. Het spinsel wordt gebruikt om het hol te bekleden, vaak wordt het tunneltje afgesloten door een passend deurtje zoals bij de valdeurspinnen.

Sommige spinnen kunnen extreme webben maken. De soorten in het geslacht Nephila bijvoorbeeld kunnen een web spinnen dat sterk genoeg is om vleermuizen en vogels te vangen. Ook grote insecten die door andere webben heen kunnen vliegen, zoals libellen, zijn geen probleem voor dergelijke soorten. Het web is zo sterk dat het door de lokale bevolking als visnet wordt gebruikt. Er zijn ook spinnen bekend die heel grote webben maken, zoals de soort Caerostris darwini uit Madagaskar. In 2010 werd een web aangetroffen met een oppervlakte van bijna 3 vierkante meter dat boven het water was gespannen. Er zijn spinnen die een klein web maken maar deze niet ophangen maar met de poten vasthouden. Ze houden zich op boven de bodem en als er een prooidier onder de spin doorloopt wordt het web naar beneden geschoten. Spinnen die over een cribellum beschikken, maken spindraden die zo fijn zijn dat iedere mogelijke prooi erin verstrikt raakt. Het cribellum is een kam-achtige structuur op het achterlijf van een spin die draden maakt met een diameter tot een honderdduizendste van een millimeter.

### Inpakken van prooien
Veel spinnen vangen niet alleen een prooi met een web, maar pakken deze direct in met spinsel zodat de prooi niet meer kan ontsnappen. De draden die hiervoor worden gebruikt, zijn niet kleverig, anders zou de spin eraan vast blijven plakken.
Sommige insecten hebben aanpassingen om uit het web van een spin te ontsnappen. De vleugels van gaasvliegen bijvoorbeeld zijn bedekt met fijne haartjes die aan het web blijven kleven en loslaten zodat het vleugeloppervlak zelf niet vastplakt. De gaasvlieg bevrijdt zich vervolgens uit het web door de draden door te knagen.

### Woontunnel

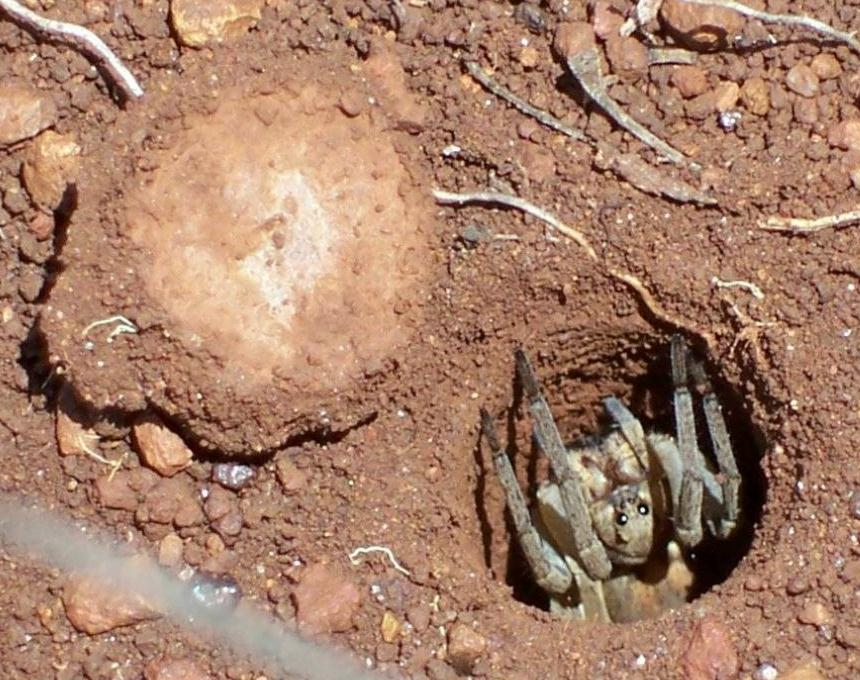
Opening van een woontunnel van een valdeurspin (familie Cyrtaucheniidae)

De valdeurspinnen en veel vogelspinnen maken een woonweb, dat meestal niet als vangweb wordt gebruikt. De tunnelgravende soorten bekleden de gehele tunnel met spinsel. Als ze moeten vervellen of eitjes dragen waarbij de spin kwetsbaarder is, wordt de tunnel voorzien van een aantal 'wanden' gemaakt van spinsel. Deze soorten gebruiken het dus om zich te beschermen.
Sommige in woontunnels levende spinnen maken een zak aan de onderzijde van de tunnel waaronder ze zich kunnen verbergen mocht er een vijand in de tunnel geraken. De spin kan zich zo afschermen door een laag spinsel.

### Verankering

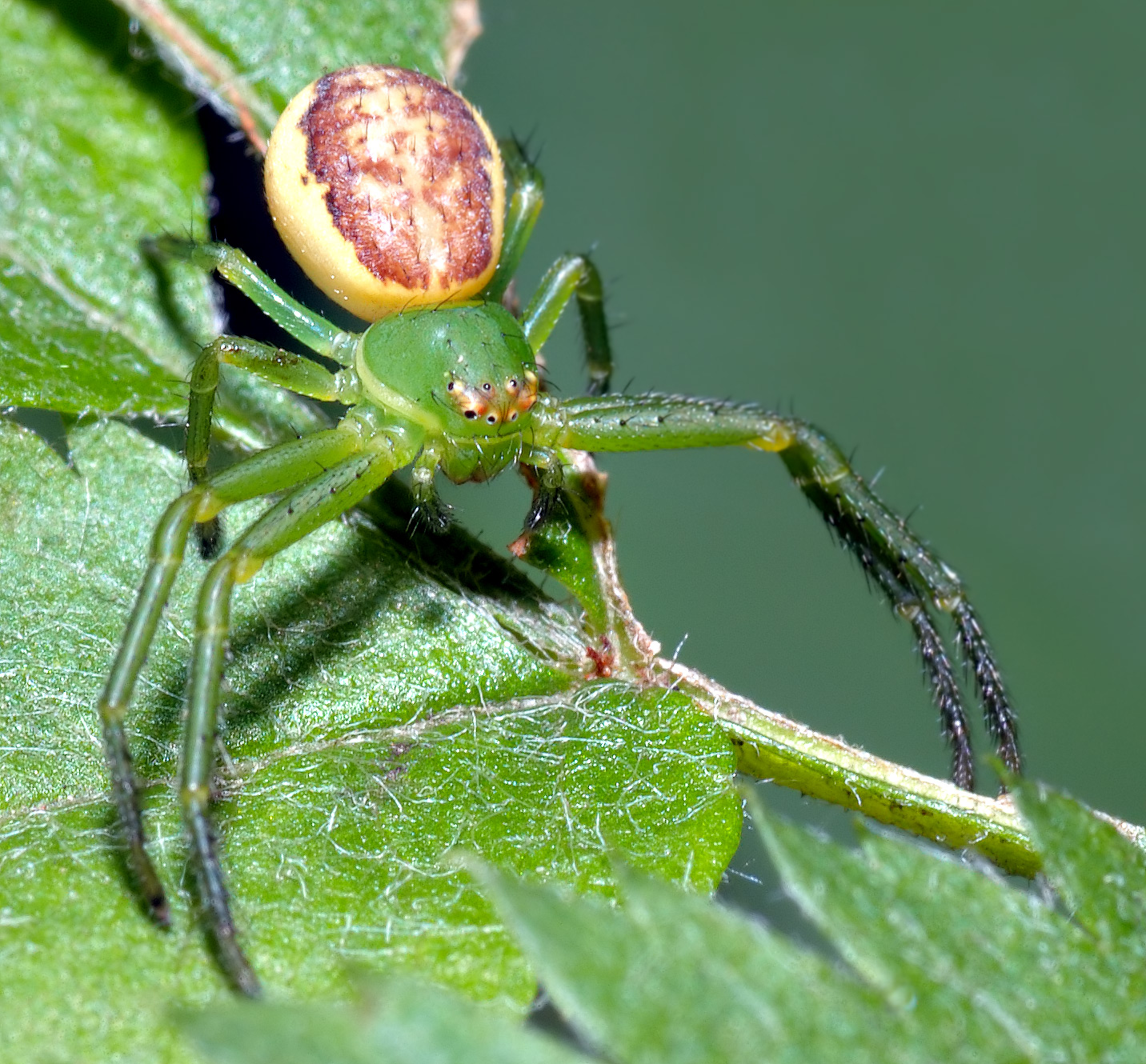
Een groene krabspin (Diaea dorsata) ankert het lichaam met een spindraad en bespringt zijn prooi

Een aantal groepen van spinnen maakt helemaal geen gebruik van spinsel om hun prooi te vangen, en ook niet om zich te verbergen. Voorbeelden zijn springspinnen en krabspinnen. De springspinnen hebben een zeer goed zichtvermogen en bespringen hun prooi, krabspinnen zijn vaak goed gecamoufleerd en liggen in een hinderlaag te wachten. Beide groepen gebruiken het spinsel overigens wel om zich aan de ondergrond te ankeren. Het verankeren van het lichaam aan de ondergrond komt veel voor bij de spinnen. Als een spin wordt verstoord laat deze zich vaak aan deze 'veiligheidsdraad' naar beneden zakken.
De meeste spinnen, ook de webmakende soorten, plakken bij het lopen een spindraad op de ondergrond zodat zij steeds verzekerd zijn van een veiligheidsdraad. deze draad is veel dunner dan de draden waarmee een web wordt gemaakt.

### Verplaatsing
Een belangrijke oorzaak voor het voorkomen van spinnen op de meest geïsoleerde plaatsen is het vermogen om te kunnen zweven. Spinnen hebben geen vleugels en kunnen zelf niet vliegen maar kunnen zich wel aan een spindraad laten wegzweven met de wind en zo grote afstanden afleggen. Vooral bij jonge of kleine spinnen is dit gedrag bekend, grotere spinnen zijn hier al snel te zwaar voor. Hierdoor zijn spinnen op een hoogte van enkele kilometers aangetroffen.
Van sommige soorten is beschreven dat ze zich zelfs als volwassen spin kunnen verplaatsen door de lucht. Een voorbeeld zijn een aantal hangmatspinnen die zich over grote afstanden en kilometers hoog door de lucht laten zweven door het spinrag als vlieger te gebruiken.

### Cocon

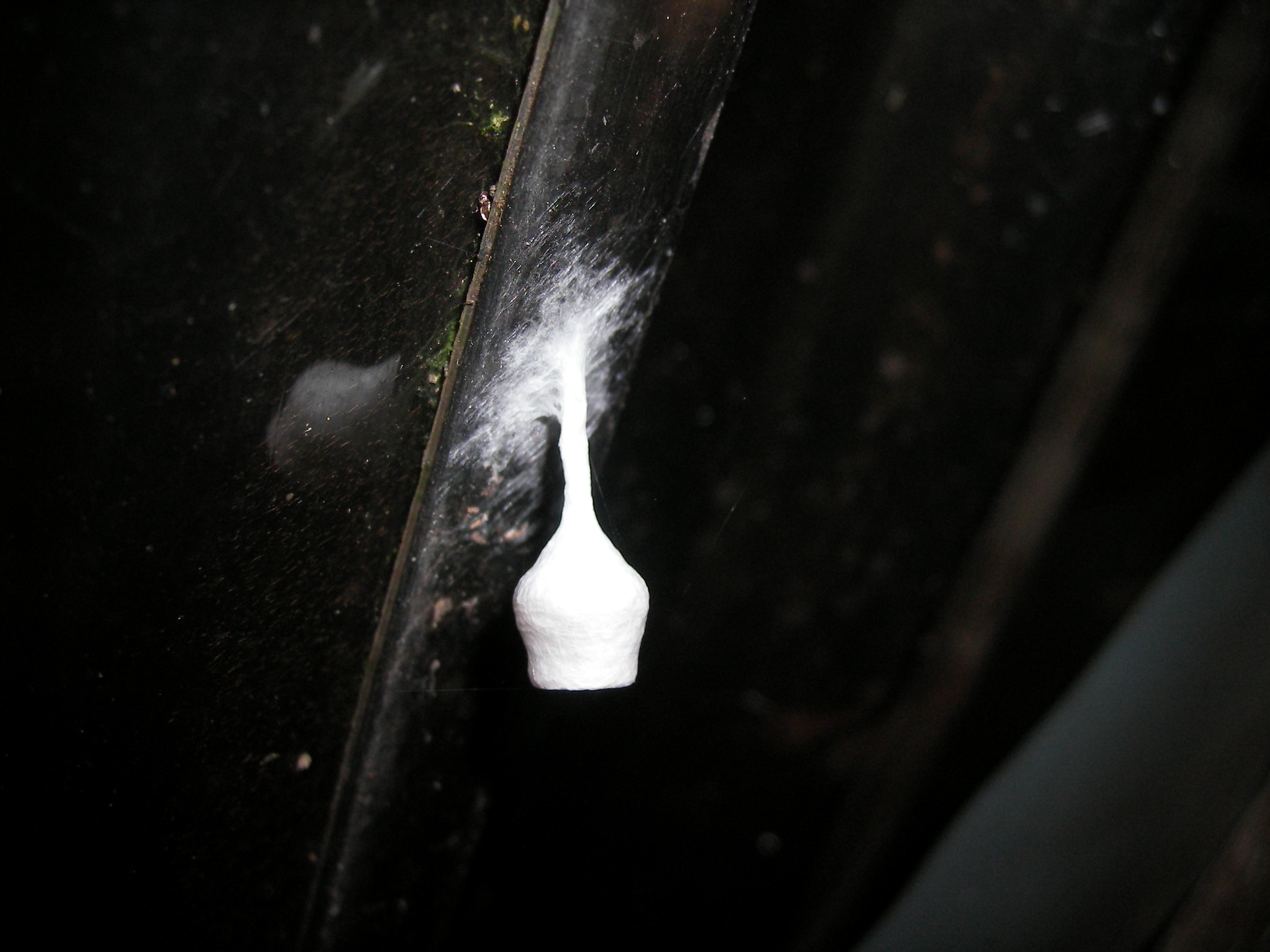
Eicocon van een lantaarnspin

Vrijwel alle spinnen zetten hun eieren af in een gesponnen cocon of eierzak. Zie de sectie Ei voor een beschrijving van de eieren van spinnen.
De soorten die geen cocon maken wikkelen het spinsel vaak losjes om de eieren om ze bij elkaar te houden. Een voorbeeld is de grote trilspin, waarvan het vrouwtje haar eitjes regelmatig tussen haar cheliceren klemt en er zo mee rondloopt. De meeste spinnen echter besteden veel tijd aan het verbergen van de eieren en spinnen maken de meest uiteenlopende cocons. De variatie is zeer groot, aan de hand van de vorm en grootte van de cocon kan vaak de groep van bijbehorende spinnen worden toegewezen. De cocons van soorten die sterk aan elkaar verwant zijn lijken op elkaar en zijn moeilijker te determineren.
Veel soorten zetten de eieren af op het substraat en spinnen hier een dicht web overheen en andere soorten bewaren de eitjes in de schuilplaats bij het web. Er zijn ook spinnen, zoals wolfspinnen, die de eierzak permanent met zich meedragen, de cocon is hierbij vaak erg stevig en rond van vorm. Sommige spinnen maken opmerkelijke vormen van de cocons, zoals de grote lantaarnspin (Agroeca brunnea). Deze soort produceert een cocon die sprekend op een zijden lantaarntje lijkt en de cocon wordt verstevigd met bodemmateriaal. De waterspin maakt eerst een fijnmazig web en vult deze met lucht zodat een onderwaterluchtbel ontstaat die fungeert als kraamkamer. De eitjes worden in deze 'duikerklok' afgezet en bewaakt door het vrouwtje. De labyrinthspin maakt een cocon die bestaat uit schijfjes en aan een draad wordt opgehangen. Ieder schijfje bevat meerdere eieren en bestaat uit twee delen. Als het legsel groter wordt en in volume toeneemt valt een deel van het schijfje af zodat de uitkomende juveniele spinnen meer ruimte hebben.
Het spinsel dat voor de cocon wordt gebruikt is meestal wit tot geel. Het spinsel van de lijmspuiter echter wordt na enige tijd groen van kleur wat dient ter camouflage.

### Spermaweb
Mannetjesspinnen maken voornamelijk gebruik van hun spinsel om een spermaweb te maken. Spinnen kennen geen directe bevruchting, de mannetjes brengen het sperma eerst in hun palpen en deze worden vervolgens in de geslachtsopening (epigyne) van het vrouwtje gebracht.
Voordat het mannetje zijn palp vult met sperma, wordt eerst een zogenaamd spermaweb gesponnen. Dit is een soort 'vloerkleed' waarop een druppel sperma wordt afgezet. Veel andere spinachtigen, zoals schorpioenen een zweepspinnen, wikkelen het sperma vervolgens in het webje waardoor een zaadpakketje of spermatofoor ontstaat. Spinnen doen dit echter niet maar zuigen de druppel op in de bulbus. Een mannetje met een 'geladen' bulbus gaat vervolgens op zoek naar een vrouwtje. Het spermaweb wordt door een aantal soorten direct weer opgegeten.

## Voortplanting en ontwikkeling
Spinnen worden geboren uit een ei, en veel soorten kennen een zogenaamd post-embryonaal stadium waarbij ze een vrijwel ronde lichaamsvorm hebben. Na de eerste vervelling lijken de kleine spinnetjes al op hun ouders al zijn ze veel kleiner en hebben ze vaak een andere lichaamskleur dan hun ouders. De juveniele spinnen leven van kleinere prooien. De juveniele spinnen hebben vaak eenzelfde levenswijze en voedselvoorkeur als de volwassen dieren. Bij de grotere spinnen ligt dit heel anders, ze kennen hierdoor geen voedselconcurrentie. De dieren die dienen als prooi voor de volwassen spin zijn vaak juist een vijand van de jonge spinnen omdat ze veel groter worden.
Uit de eieren komen kleine larvale spinnetjes die pas na de eerste vervelling op een miniatuuruitgave van hun ouders lijken. De kleine spinnetjes verspreiden zich vaak door bij een opkomend briesje een draadje vrijhangend spinrag in de lucht te spinnen en zich hieraan hangend op de wind te laten meevoeren. In de Nederlandse taal wordt dit spinsel ook wel herfstdraad genoemd. Een jonge spin moet net als alle andere dieren met een exoskelet een aantal vervellingen ondergaan voor hij volwassen is. Kleine spinnen zijn na een vijftal — sommige vogelspinnen pas na 10 vervellingen — volwassen. Het vervellen is voor de spin vaak een intensieve bezigheid; het dier voert de druk in het achterlijf op tot de huid scheurt en werkt zich vervolgens achterwaarts uit de oude huid. Tijdens het vervellen is de spin volkomen weerloos en de eerste tijd is het pantser wat zachter.

### Geslachtsonderscheid

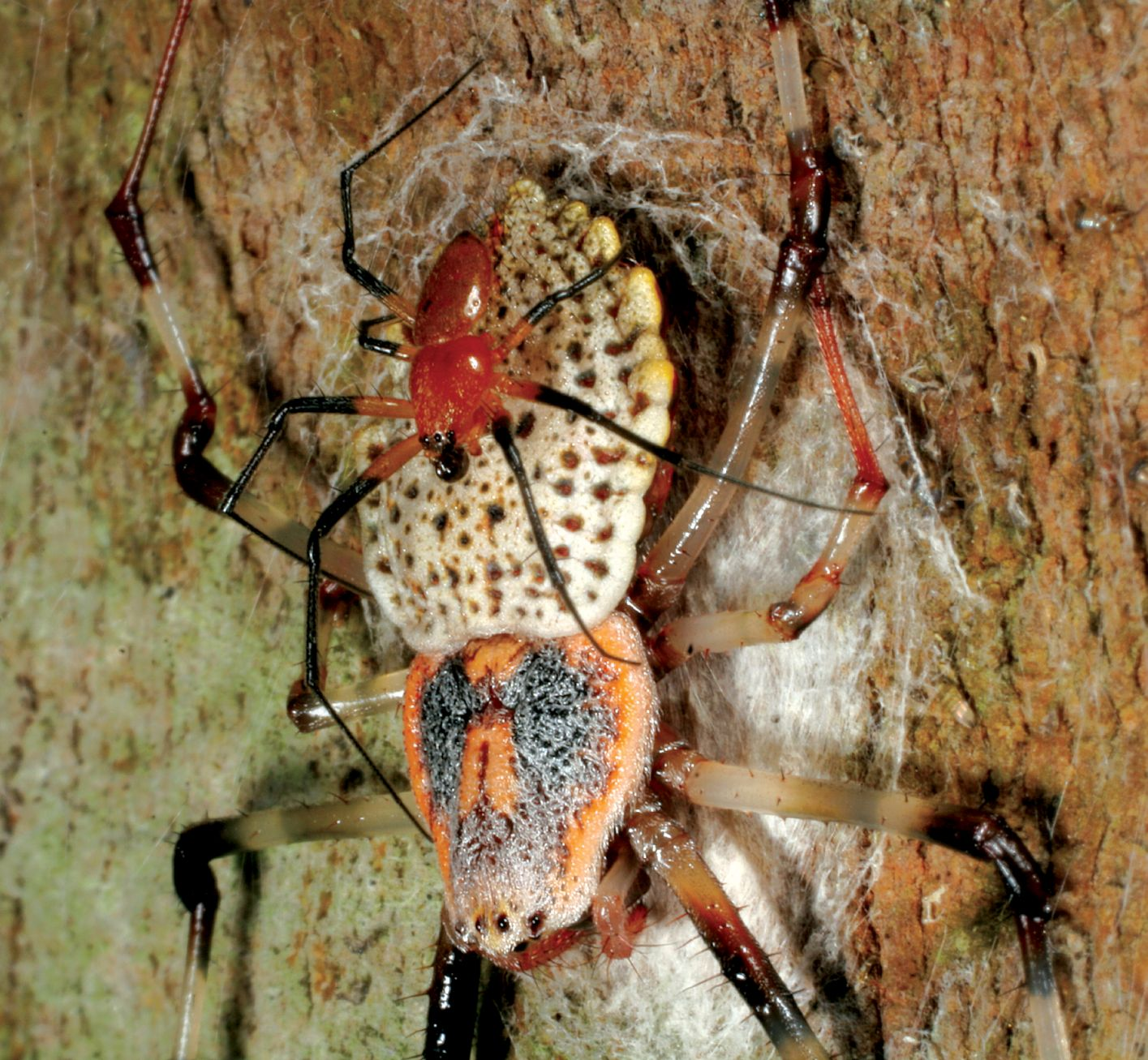
Mannetje en vrouwtje van Herennia multipuncta

Veel spinnen kennen een sterk seksueel dimorfie wat betekent dat het mannetje en het vrouwtje er anders uitzien. Het mannetje is vaak veel kleiner dan het vrouwtje, al is dit niet bij alle soorten het geval. Bij de waterspin (Argyroneta aquatica) bijvoorbeeld is het mannetje soms juist groter dan het vrouwtje. Bij veel springspinnen zijn de mannetjes vaak even groot als de vrouwtjes. Bij soorten uit het geslacht Nephila echter zijn de mannetjes onooglijk klein in vergelijking met het vrouwtje. Er zijn zelfs spinnen waarvan het mannetje zo klein is dat het een van zijn palpen amputeert om zo lichaamsgewicht te besparen en zich hierdoor makkelijker kan verplaatsen.
Bij de meeste spinnen hebben de mannetjes een kleiner lichaam maar verhoudingsgewijs langere poten. In de spinnenwereld zijn het de mannetjes die op zoek gaan naar vrouwtjes en omdat spinnen elkaar niet op grote afstanden kunnen waarnemen leiden mannetjes vaak een zwervend bestaan op zoek naar een partner. Mannetjes zijn bij veel soorten te herkennen aan de verdikte uiteinden van de palpen.
De geslachtsorganen van spinnen zijn aan de onderzijde van het achterlijf gepositioneerd, zowel bij de mannetjes als de vrouwtjes. Ze zijn aan de voorzijde gelegen, dus dicht bij het kopborststuk.

### Paring

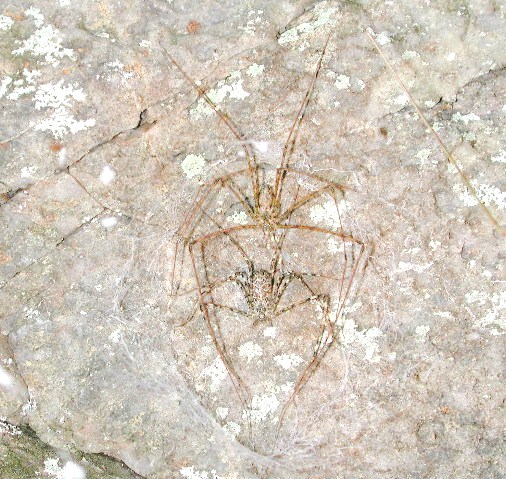
Het mannetje van een Hypochilus-soort (boven) bewaakt het vrouwtje

Bij spinnen zoekt het mannetje een vrouwtje op en het zijn dan ook de mannetjes die in de voortplantingstijd veel worden gezien. De mannetjes leggen vaak grote afstanden af op zoek naar een partner.
De paring is voor het mannetje soms een hachelijke zaak omdat de kans bestaat dat hij wordt opgegeten. Deze vorm van kannibalisme lijkt vaak niet veel voordelen te bieden omdat mannetjes relatief weinig voedzaam zijn. Waarschijnlijk valt het vrouwtje het mannetje slechts aan als ze dreigt om te komen van honger, niet uit gewone honger. Het opeten van het mannetje na de paring is bij meerdere spinnen beschreven en komt ook voor bij andere dieren zoals de bidsprinkhanen. Bij de meeste soorten echter loopt het mannetje geen enkel gevaar of weet meestal te ontsnappen. Als een mannetje sterft na de paring is dit vaak eerder het gevolg van uitputting en ondervoeding gedurende de zoektocht naar een vrouwtje dan de vraatzucht van de vrouwtjes.
Als een mannetje een vrouwtje benadert zal hij eerst proberen om haar jachtinstinct uit te schakelen. De spinnen hebben een breed scala aan methodes ontwikkeld om dit voor elkaar te krijgen. De mannelijke kruisspin brengt het vrouwtje tot rust door in een bepaald ritme tegen haar web te tokkelen zodat ze weet dat hij geen prooi is. Bij andere soorten bespringen de mannetjes simpelweg de vrouwtjes en proberen haar zo snel mogelijk te bevruchten. Spinnen uit het geslacht Pisaura brengen het vrouwtje een presentje in de vorm van een ingesponnen prooi. Het mannetje voert hierbij ritmische bewegingen uit om haar aandacht te lokken. Terwijl het vrouwtje eet wordt ze bevrucht door het mannetje.
Bij de spinnen is een gedrag bekend waarbij het mannetje na de paring het vrouwtje bewaakt. Dit heeft voor het vrouwtje als voordeel dat ze beschermd wordt door het mannetje terwijl haar partner zo probeert te voorkomen dat ze met andere mannetjes paart.
Sommige spinnen lokken het andere geslacht door met het lichaam te vibreren en een aantal soorten is in staat om geluiden te produceren door het langs elkaar wrijven van verharde lichaamsdelen, wat ook wel stridulatie wordt genoemd. De hoogst ontwikkelde vorm van de balts bij spinnen betreft het voorspel van de springspinnen. De mannetjes gebruiken hun poten om ingewikkelde, soortafhankelijke visuele signalen over te brengen naar het vrouwtje. Hierbij worden ook complexe trillingen veroorzaakt. Op het internet circuleren tot de verbeelding sprekende video's van het mannetje dat het vrouwtje verleidt.
Het mannetje paart met het vrouwtje door een met sperma 'geladen' pedipalp in haar geslachtsopening te brengen. Aan het einde van de palp is een ballonachtige structuur aanwezig die de bulbus wordt genoemd. Aan het einde hiervan zit de embolus, een holle structuur waardoor het sperma in de vrouwelijke geslachtsopening wordt afgegeven en de eitjes worden bevrucht.
Het sperma wordt bewaard in een lichaamsholte, de spermatheek, dit betekent zoiets als 'spermakamer'. Hier kan het weken tot maanden verblijven -in uitzonderlijke gevallen tot anderhalf jaar- tot de eitjes van het vrouwtje zijn gerijpt. De twee eierstokken van een vrouwtje bevatten de eitjes die voor de bevruchting nog zacht zijn om het sperma door te kunnen laten. Pas nadat het ei is afgezet en droogt aan de buitenlucht wordt het omhulsel harder.

### Ei

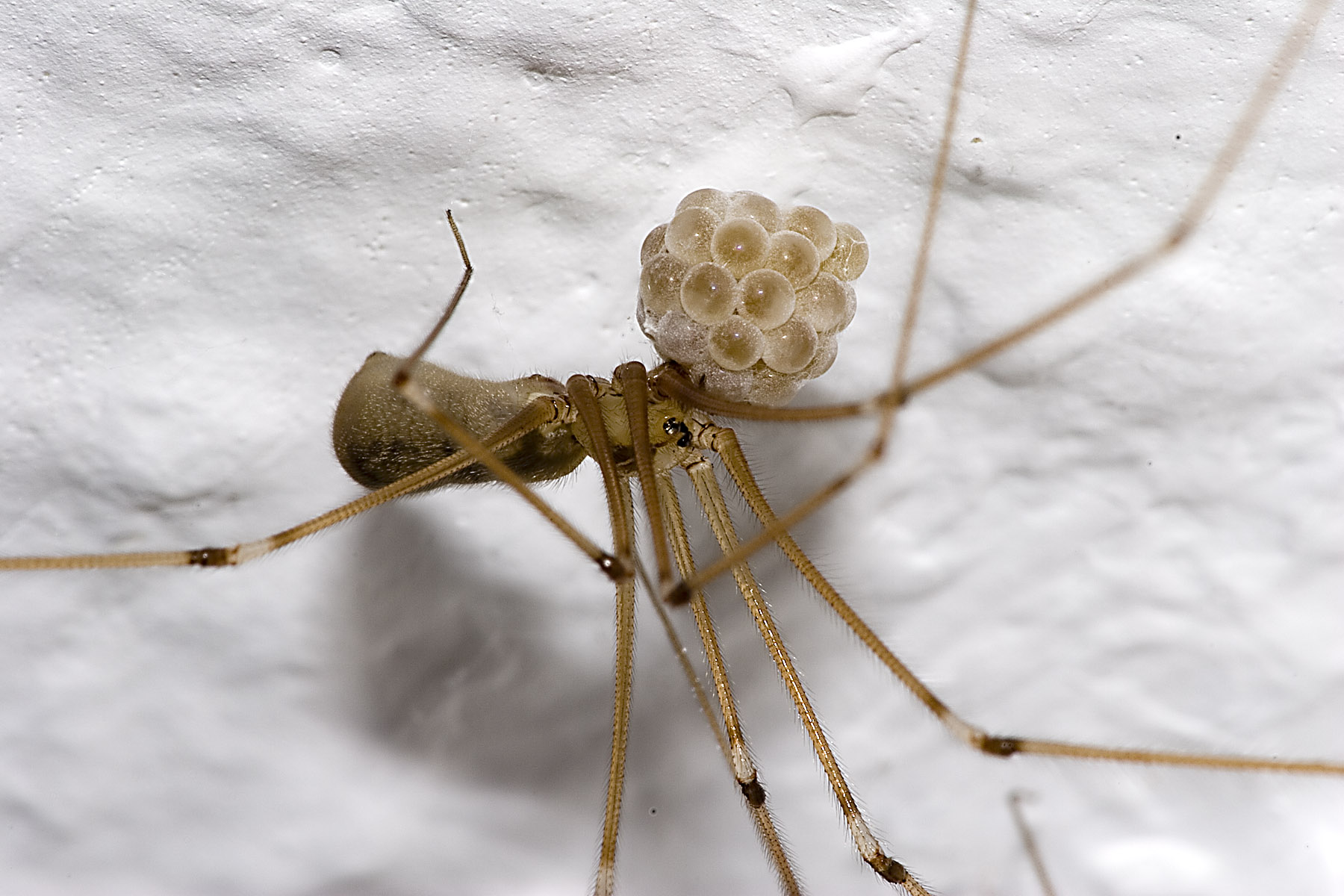
De grote trilspin draagt haar eitjes tussen haar cheliceren en kan niet eten tot ze zijn uitgekomen

Het ei van een spin wordt meestal in een groepje in een nest afgezet, dat vaak omgeven wordt door een cocon. De eitjes van een spin zijn zacht en kwetsbaar. De eitjes zijn meestal bleek van kleur en enigszins ovaal van vorm. De eitjes van spinnen hebben geen verharde schaal zoals bij andere ongewervelden voorkomt en zijn hierdoor gevoelig voor uitdroging. Spinneneitjes hebben een relatief grote dooier waardoor de embryo's zich volledig in het ei ontwikkelen. Als de eitjes uitkomen lijken de jonge spinnen al enigszins op de volwassen dieren. Dit in tegenstelling tot andere spinachtigen zoals mijten die soms een worm-achtig larvestadium kennen.
Het aantal eieren van de verschillende spinnen varieert per soort, gemiddeld zetten spinnen enkele honderden eitjes af. De grootte van de eieren kan behoorlijk verschillen, alsmede de relatieve grootte ten opzichte van het vrouwtje. Vrouwtjes van de soort Uroecobius ecribellatus zijn zelf ongeveer 1,8 millimeter lang maar slagen erin een ei met een doorsnede van 0,5 millimeter te ontwikkelen.
Ook het aantal legsels, de legselgrootte en de tussenpozen van de verschillende legsels kan variëren. Soorten uit het geslacht Nephila kunnen meer dan 1000 eitjes produceren, de spin Idioctis intertidalis daarentegen zet slechts een enkel ei af. De visnetspin (Cyrtophora citricola) produceert ongeveer 1000 eitjes die in acht tot tien legsels worden afgezet. De eerste legsels zijn hierbij groter dan de laatste. De eerder vernoemde soort Uroecobius ecribellatus produceert tot twintig nesten die steeds drie of vier eieren bevatten en ieder legsel heeft een interval van 1 tot 2 weken.
Sommige spinnen ontwikkelen een eitand, een puntige structuur die dient om het ei te openen. Deze is gelegen aan de cheliceren van de spin. Bij andere soorten helpt de moederspin haar jongen uit het ei, wat gezien kan worden als een vorm van broedzorg. Als de jonge spin het ei verlaat vervelt hij vaak onmiddellijk, waarbij de oude huid met de eitanden in het ei wordt achtergelaten.

### Broedzorg

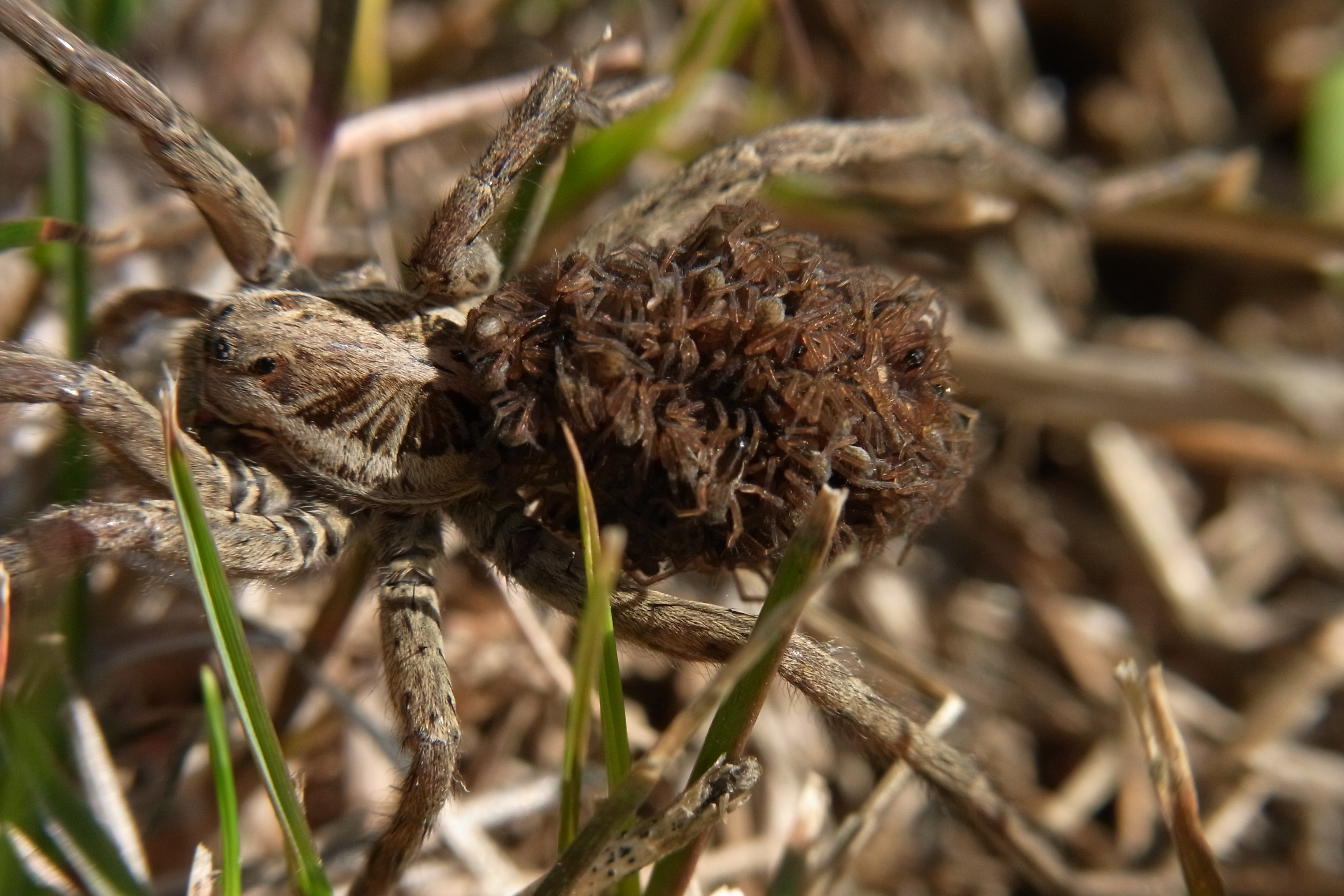
Wolfspin met jongen op het achterlijf

Broedzorg komt bij spinnen veel voor, er zijn verschillende vormen beschreven. Bij de meeste soorten bewaakt het vrouwtje haar eitjes. De eitjes worden in een beschermende cocon geplaatst, worden verstopt in de directe omgeving of worden op het lichaam meegenomen. Andere soorten kleven de eitjes tegen elkaar en nemen de bol-vormige klont eitjes mee tussen hun cheliceren. Dergelijke soorten laten hun eitjes nooit los, ze kunnen dus niet eten tot het nageslacht is uitgekomen. Voorbeelden van spinnen die hun eitjes in de monddelen nemen zijn de in huizen levende lijmspuiter en de trilspin.
Andere soorten nemen de eicocon mee onder hun achterlijf, zoals bekend is van veel wolfspinnen. Als de eitjes uitkomen dragen de vrouwtjes de jonge spinnetjes nog enige tijd mee op het achterlijf.
Sommige spinnen, zoals de kleine wigwamspin (Phylloneta sisyphia), geven voedsel op aan hun jongen, waarbij deze door met hun poten te zwaaien aangeven gevoerd te willen worden. De juveniele spinnen van deze soort groeien hierdoor veel sneller.
Een verregaande vorm van broedzorg is beschreven van de soort Stegodyphus pacificus, waarbij het vrouwtje haar eitjes afzet in een ondergronds holletje en hierin zelf ook verblijft om ze te bewaken. Als de spinnetjes uit hun ei kruipen voert ze hen door voedsel op te geven. Na een tijdje sterft het vrouwtje en zuigen de jonge spinnen haar lichaamssappen op. Doordat ze al deze tijd in een hol leven hoeven de juveniele spinnen niet op jacht naar prooien en zijn ze beschermd tegen gevaar. Dit verhoogt de kansen voor het nageslacht van het vrouwtje wat de verklaring is van haar zelfopoffering.

### Juveniele spinnen
De jonge spinnen worden nimfen genoemd en zijn op het eerste gezicht een miniatuurversie van hun ouders. Spinnen kennen geen larvestadium maar vervellen, net als alle andere dieren met een exoskelet. Veel soorten vervellen 5 of 6 keer maar dat geldt niet voor alle spinnen. Sommige spinnen zijn tweejarig en andere soorten hebben vijf jaar nodig om volwassen te worden en leven daarna nog vele jaren als imago.
Verschillen met volwassen exemplaren zijn dat deze laatsten veel groter zijn, zich kunnen voortplanten en meestal andere kleuren en patronen hebben. Ook de verhouding tussen kop en pootlengte is vaak anders.
Bij giftige spinnen zijn jongere dieren vaak wel giftig maar nog niet zo sterk als de ouderdieren.
Ook kunnen de jonge spinnen pas spinsel produceren als ze voor het eerst verveld zijn. Bij een aantal soorten spinnen - zoals vogelspinnen - krijgen de mannetjes pas een ontwikkelde bulbus na de eerste vervelling. De jonge spinnen eten na iedere vervelling hun huid op, zodat deze gerecycled wordt.
De meeste jonge spinnen komen massaal ter wereld. Bij een aantal soorten blijven de jonge spinnetjes dicht bij elkaar in een bolvormige configuratie, bijvoorbeeld de jongen van de kruisspin. Als ze worden verstoord rennen deze jonge spinnetjes alle kanten op maar als de rust is teruggekeerd kruipen ze weer bij elkaar. De kleine spinnetjes verspreiden zich bijvoorbeeld bij een opkomend briesje door een draadje vrijhangend spinrag in de lucht te spinnen en zich hieraan hangend op de wind te laten meevoeren.

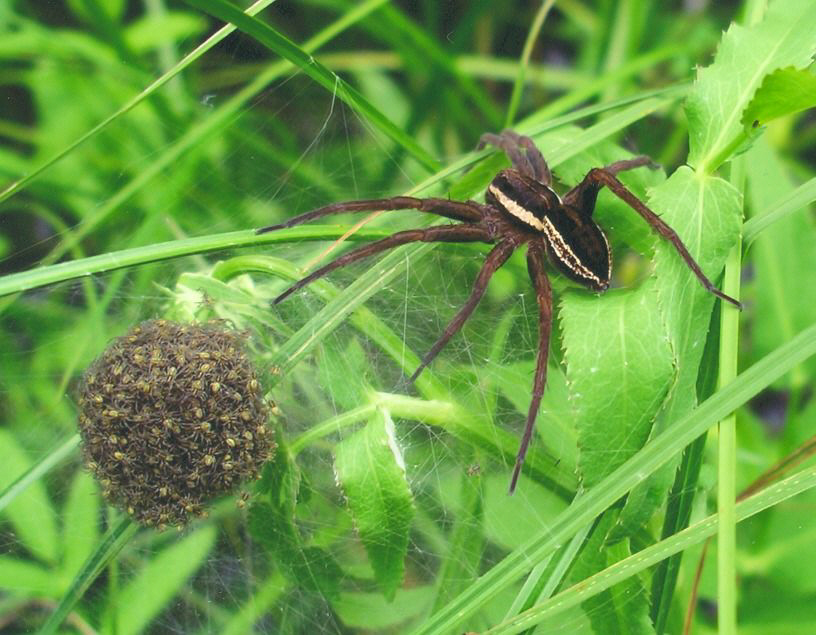
Kleine gerande oeverspin met kraamkamer

Bij verstoring lost de bal op en rennen de kleine spinnetjes alle kanten op, maar ze komen al snel weer bij elkaar. De eerste tijd eten ze elkaar op tot een bepaalde grootte is bereikt, meestal de eerste of tweede vervelling. Dan zijn er vaak maar een aantal exemplaren over; dat zijn echter wel de sterksten van het nest. Bij sommige soorten eten de eerst uitgekomen spinnen de nog niet uitgekomen eitjes op.
Als de juviniele spin voldoende is gegroeid verlaat deze het nest door zich te laten wegzweven aan een spindraad, dit wordt ook wel Herfstdraad genoemd. De jonge spin is dan nog niet veilig voor soortgenoten; veel spinnen zijn kannibalistisch en eten de eigen jongen. Bij vrouwtjes worden de kannibalistische trekken waarschijnlijk even 'uitgeschakeld' na het uitkomen van de eitjes. Bij veel nestverzorgende soorten verdedigen ze het Broedsel met hun leven.

### Vervelling
Spinnen behoren tot de geleedpotigen, ze hebben een uitwendig skelet van chitine wat het exoskelet wordt genoemd. Spinnen kunnen daarom niet groeien en moeten regelmatig vervellen. Alleen vlak na een vervelling is het lichaam van de spin zacht zodat het uit kan zetten. De vervelling wordt ook wel ecdysis genoemd.
Spinnen die spoedig vervellen worden minder sterk geprikkeld en gedragen zich lethargisch. De spin verstopt zich als de vervelling nabij is en tijdens de vervelling is de spin zeer kwetsbaar voor vijanden als het oude pantser wordt afgeworpen. Na iedere vervelling is het exoskelet van de spin zacht wat het dier kwetsbaar maakt. Een net vervelde spin is daarnaast bleek van kleur, de pigmenten in het exoskelet moeten nog uitkleuren. Jonge spinnen zijn vaak minder sterk behaard dan de volwassen spinnen en hebben doorgaans andere kleuren.
De juveniele spinnen zijn na een vijftal — sommige vogelspinnen pas na 10 vervellingen — volwassen. Het vervellen is voor de spin vaak een intensieve bezigheid; het dier voert de druk in het achterlijf op tot de huid scheurt en werkt zich vervolgens achterwaarts uit de oude huid. De poten worden als laatst uit de oude huid getrokken. Vlak na een vervelling beweegt de spin zijn poten regelmatig om te voorkomen dat de gewrichten stijf worden.

## Ecologie
Veel spinnen zijn overdag actief maar er zijn ook vele nachtactieve soorten. Enkele spinnen leven in permanent donkere grotten en kennen helemaal geen dag- en nachtritme.
Spinnen staan bekend als strikt solitaire dieren, de meeste soorten vertonen agressief gedrag tegen soortgenoten, andere spinnen en grotere dieren. Er zijn echter enkele min of meer sociale spinnen bekend, die geen hechte kolonies vormen zoals wespen maar elkaar wel in grote aantallen dulden.

### Voedsel en jacht

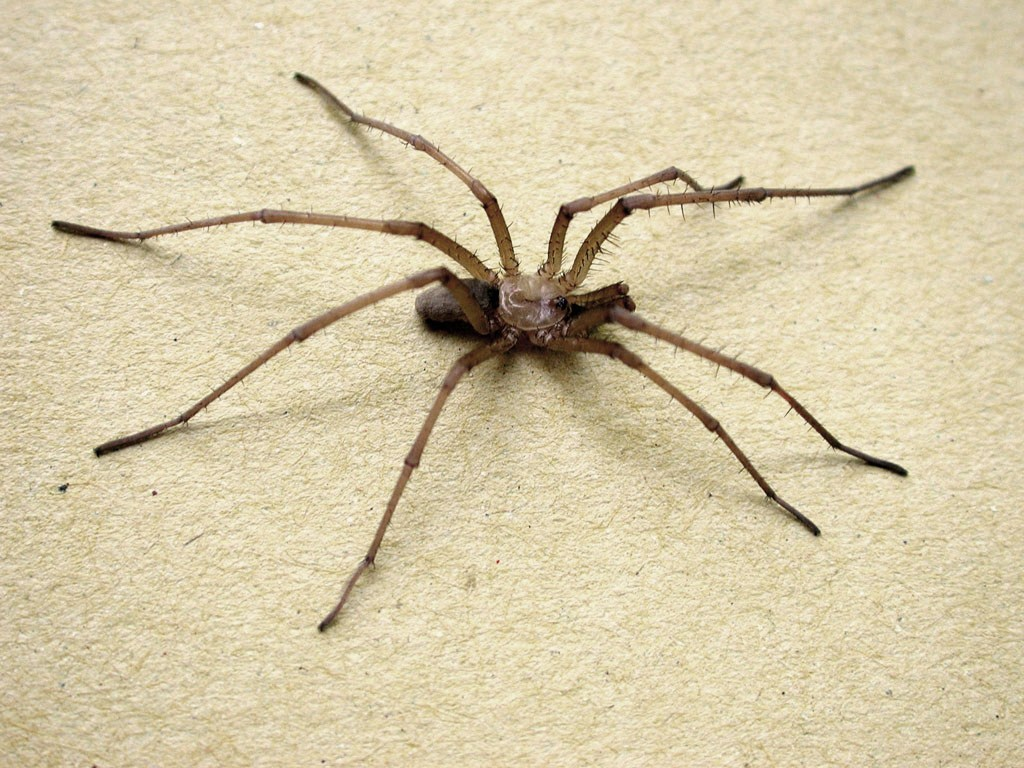
Kukulcania hibernalis (mannetje) is een huisspin

Spinnen leven van levende prooien maar hebben een wijd uiteenlopend scala aan voedselvoorkeuren en methoden om prooien buit te maken. Het bekendst zijn de wielwebspinnen (Araneidae), die een rond, wiel-achtig web maken van een spiraalsgewijze hoofddraad en vele 'spaken' dat dient om kleine vliegende prooien te vangen zoals vliegen en muggen. Zij maken hun web in struiken en tussen bladeren op enige hoogte. Er zijn echter ook spinnen die zich richten op wat grotere en zwaardere prooien, een voorbeeld is de wespspin die een spinnenweb maakt dat voornamelijk sprinkhanen strikt. De wespspin maakt het web daarom tussen grashalmen vlak boven de bodem. Andere spinnen maken een stelsel van struikeldraden op de bodem en grijpen een prooi zodra deze hierin verstrikt raakt. De valdeurspinnen danken hun naam aan de ondergrondse met spinsel bedekte woongang die wordt afgesloten met een klepje. Zodra een potentiële prooi langs het klepje loopt, schiet de spin uit zijn hol om de prooi buit te maken.
Soorten uit het geslacht Dolomedes worden wel 'vissende spinnen' genoemd vanwege hun opmerkelijke jachtmethodes. Deze spinnen leven langs de oever en houden hun voorste poten op het wateroppervlak. Als een insect in het water valt voelt de spin de rimpelingen en rent over het wateroppervlak naar het in het water gevallen insect. Ook kan de spin onder water jagen door vissen te grijpen die zich onder het wateroppervlak bevinden. Er is zelfs beschreven dat de spin met zijn poten onder water beweegt om visjes te lokken die vervolgens met de cheliceren worden gegrepen. Ook andere spinnen jagen in het water maar ze moeten hun prooi altijd op het droge opeten. Onder water zouden hun verteringssappen namelijk sterk verdunnen in het water en kunnen spinnen niet eten.
Een aantal soorten spinnen kan over het water lopen en de oeverspinnen grijpen soms prooien als kikkervisjes die in het water leven. De waterspin (Argyroneta aquatica) leeft vrijwel permanent onder water maar is een zeldzame uitzondering. De spin Arctosa littoralis leeft op het strand in de branding wat een gevaarlijke plek is voor een spin. De spin kan niet zwemmen en kan in zijn kale leefomgeving geen gebruik maken van schuilplaatsen. De spin is echter zo goed gecamoufleerd op een achtergrond van zandkorrels dat het dier nagenoeg onzichtbaar is.
Van vogelspinnen wordt vaak beweerd dat ze vogels eten en hoewel dit inderdaad weleens is waargenomen jagen vogelspinnen nooit op vogels, ze leven van alles wat ze te pakken kunnen krijgen. Meestal bestaat de prooi uit ongewervelden maar ook muizen, amfibieën en zelfs kleine slangen kunnen worden buitgemaakt en gegeten. Vogelspinnen zijn niet de enige familie van grote spinnen en ook andere spinnen pakken wel kleinere gewervelden. Van de grote gerande oeverspin is bekend dat kleine kikkers worden buitgemaakt en opgegeten.
Spinnen zijn een van de efficiëntste opruimers van insecten. Hoeveel ze er precies eten is moeilijk uit te rekenen maar dat ze een belangrijke rol spelen in ieder terrestrisch ecosysteem wordt algemeen onderkend. De arachnoloog W. S. Bristowe schatte de spinnenpopulatie van een weiland in Sussex op 2,25 miljoen exemplaren en het totale aantal spinnen in geheel Engeland en Wales op 2200 miljard. Aangezien spinnen meer dan 100 prooien in een jaar eten, zouden ze verantwoordelijk zijn voor het opruimen van meer dan 200.000 miljard insecten in alleen al het zuidelijke deel van Groot-Brittannië.
Van een aantal soorten spinnen is bekend dat ze soms ook plantaardig voedsel eten. Vaak betreft het stuifmeel dat rijk is aan proteïnen maar ook nectar, plantensap, bladeren en zaden worden wel genuttigd. Het eten van plantendelen is bij vertegenwoordigers van ten minste tien verschillende families waargenomen.
 Er is maar één uitzondering bekend van een spin die voornamelijk plantendelen eet, dit is de soort Bagheera kiplingi uit Centraal-Amerika. Deze spin leeft grotendeels van zoete, op mierenbroodjes gelijkende plantenafscheidingen van bepaalde soorten acacia's. Dergelijke acacia's leven in symbiose met mieren en geven de mieren nectar en zoete, zaadachtige afscheidingen in ruil voor bescherming tegen planteneters. Als deze zich aandoen worden ze door de mieren fel bestreden. De spin slaagt er echter in de mieren hun voedsel af te pakken. Ook wordt nectar gedronken uit de bloemen terwijl deze eigenlijk voor de mieren bedoeld is. Een bijkomstige bijzonderheid is dat de spin zijn voedsel 'rauw' eet, alle andere spinnen injecteren enzymen in hun prooi waarna het half verteerde goedje wordt opgezogen. Hoewel het dieet van de spin tot 90% uit plantendelen kan bestaan, is het geen herbivoor, soms worden mieren of hun larven gegeten.

### Vijanden en verdediging
Spinnen hebben een breed scala aan vijanden, variërend van predatoren, parasieten, parasitoïden en eencellige ziekteverwekkers. De belangrijkste vijanden van spinnen zijn allerlei insecteneters. Vrijwel alle dieren die 'insecteneters' worden genoemd zien geen verschil tussen prooien met zes of acht poten en eten net zo makkelijk spinnen. Voorbeelden zijn reptielen zoals hagedissen, amfibieën als kikkers en verschillende vogels.
De meest tot de verbeelding sprekende vijanden van spinnen zijn de spinnendoders. Spinnendoders zijn een familie van wespen die tot de sluipwespen behoren. Spinnendoders eten de spin echter niet op, net als andere wespen leven ze zelf van nectar. De spin wordt in een nest verstopt waarna er eieren in worden afgezet. Het holletje wordt vervolgens weer gedicht waarna enige tijd later een nieuwe wesp tevoorschijn komt. De larve hiervan heeft in het nest de spin opgegeten.
Een aantal soorten spinnen heeft zich gespecialiseerd in het opsporen en doden van andere spinnen en andere prooien worden zelfs genegeerd. Deze soorten worden de spinneneters genoemd (Mimetidae), een voorbeeld zijn de soorten uit het geslacht Ero. Het gif van dergelijke soorten werkt specifiek op andere spinnen, vaak is een beet in de poot van het slachtoffer al genoeg om deze te doden. De spin wordt vervolgens in zijn eigen web opgegeten. Spinneneters kunnen door een spinnenweb van een andere soort lopen zonder opgemerkt te worden. Sommige soorten eten zelfs de eicocon van het slachtoffer op om vervolgens hun eigen eitjes in de cocon te plaatsen. Een groep die een gelijkend gedrag kent zijn de diefspinnen. Deze jagen niet op de webbouwende spinnen maar zijn erin gespecialiseerd om de prooien uit het web te stelen. Een voorbeeld zijn soorten uit het geslacht Argyrodes.
Spinnen die een web maken houden zich vaak op in planten en als ze worden verstoord laten ze zich 'vallen' waarbij de spin zich echter geankerd heeft aan de ondergrond en zich aan een draad laat zakken. Tijdens de daling trekt de spin zijn poten in om minder op te vallen. Als het gevaar geweken is kan de spin via de draad weer naar boven klimmen. Van de in zandduinen levende spin Carparachne aureoflava is bekend dat het dier zich opvouwt als een bal en zich met relatief grote snelheden naar beneden laat rollen. De spin vertoont dit gedrag bij een confrontatie met een spinnendoder.
Spinnen vertonen vaak dreiggedrag bestaande uit het oprichten van de poten en het tonen van de cheliceren. Een aantal soorten heeft een fel gekleurde onderzijde van de poten dito cheliceren zodat ze goed opvallen. Grotere spinnen zijn vaak in staat om te sissen. Een aantal spinnen kent een actieve vorm van verdediging als het dier wordt aangevallen. Grotere vogelspinnen strijken met hun poten de haartjes van hun achterlijf waarna deze in de lucht komen. De haartjes zijn brandharen die de slijmvliezen sterk prikkelen. Ook zijn soorten bekend die hun achterlijf op een vijand richten en een straal lichaamsvloeistof op afschieten.

Verdedigingmethodieken van spinnen
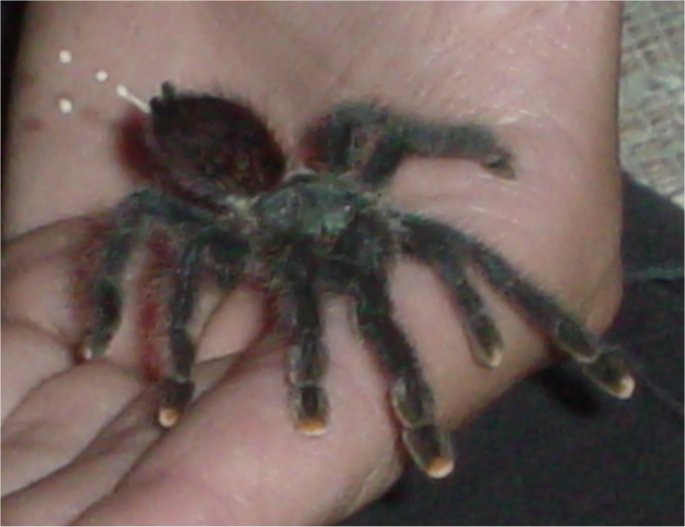
Een spuitende Avicularia- soort
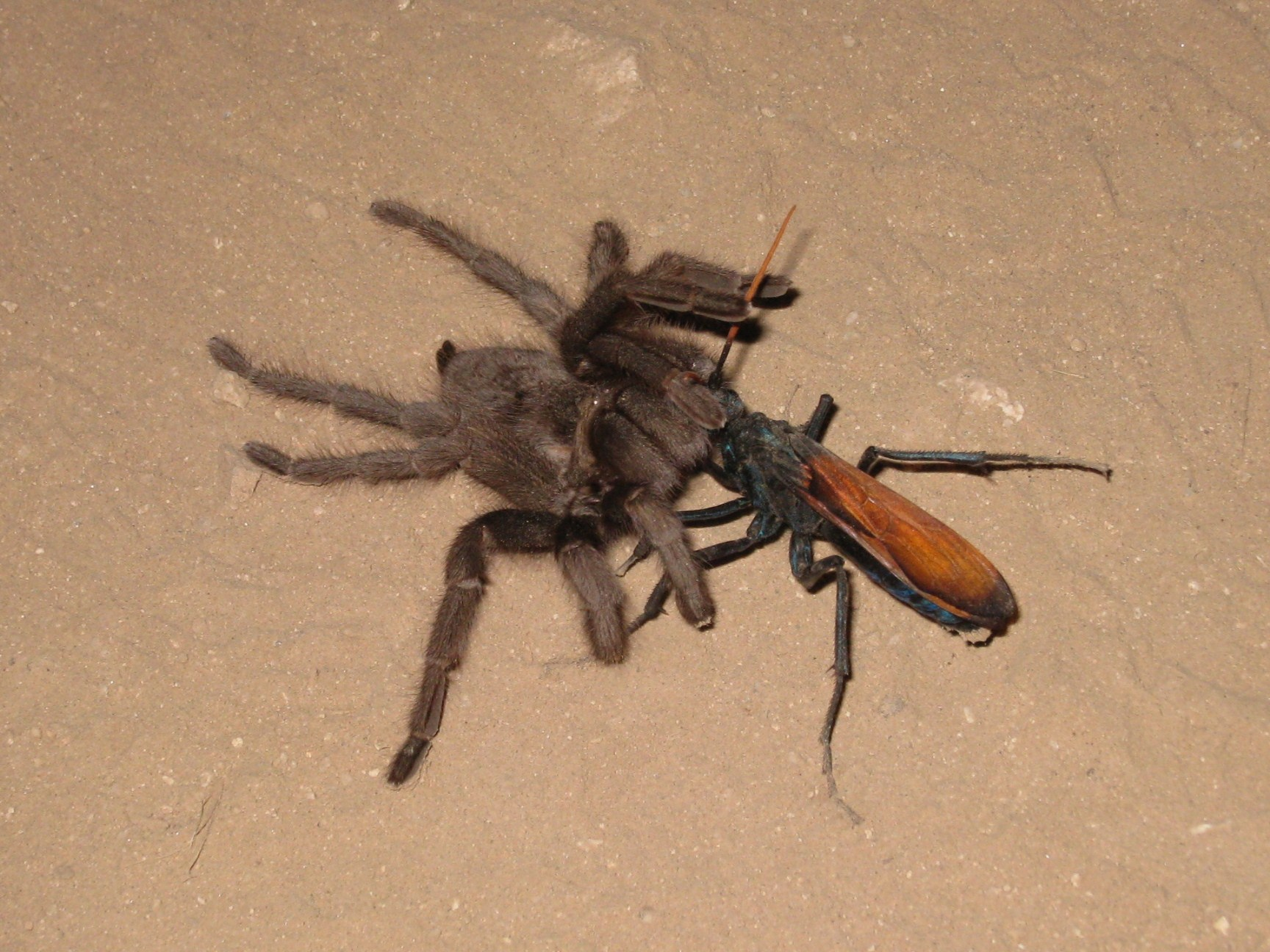
Spinnendoders zijn wespen die jagen op spinnen
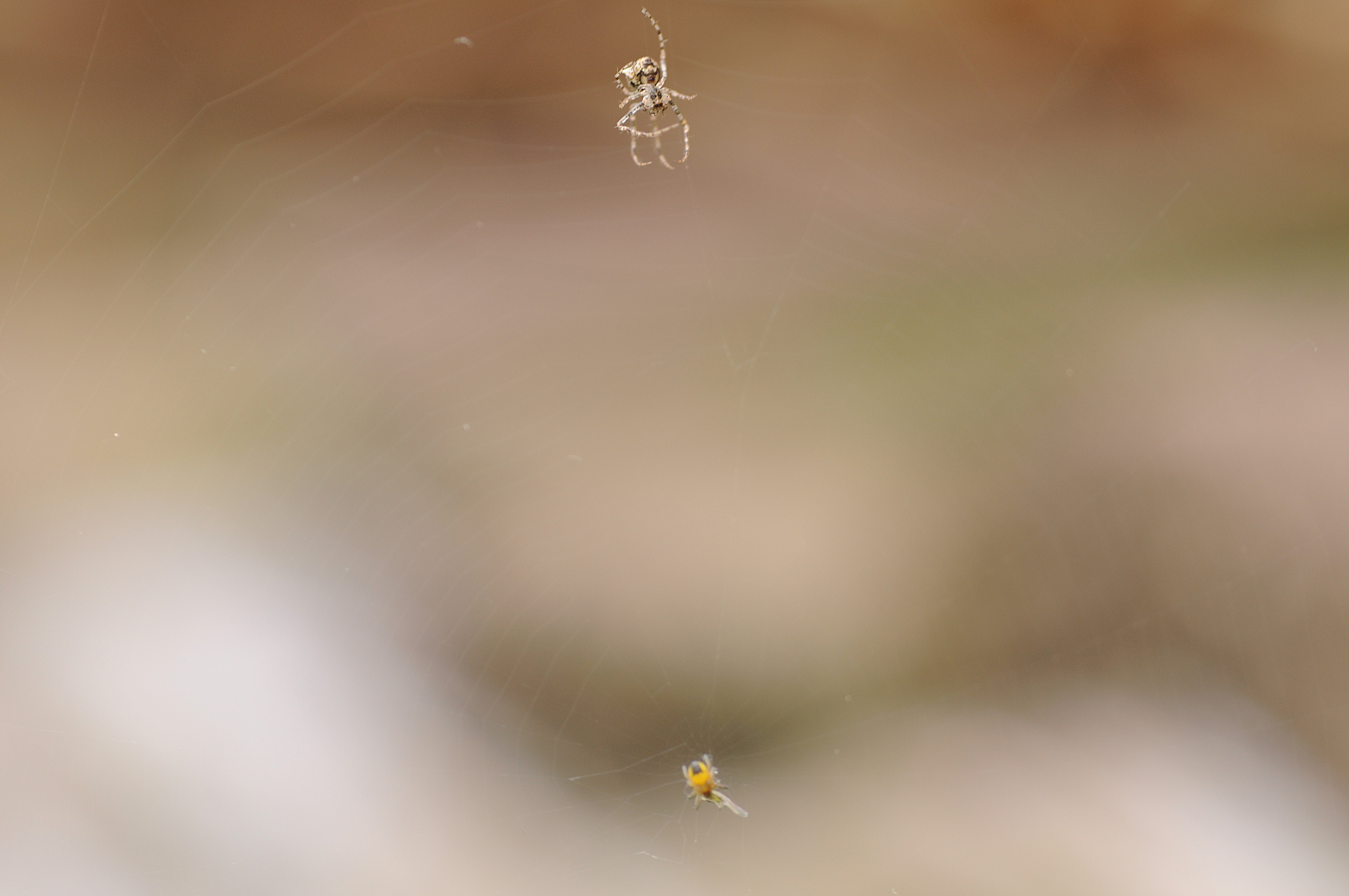
Een jagende spinneneter (boven)
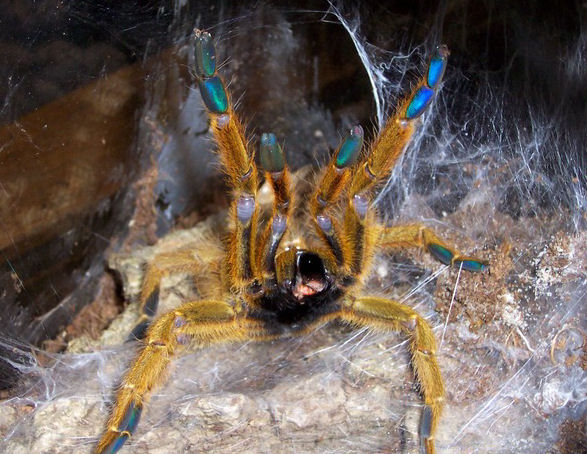
Dreighouding Pterinochilus murinus

## Indeling en taxonomie

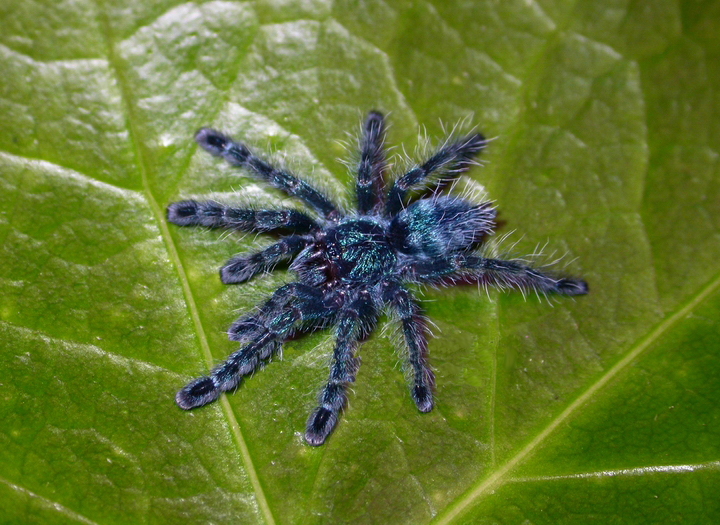
Avicularia is het bekendste geslacht van de familie vogelspinnen; hier de veelkleurige boomspin (Avicularia versicolor)

Spinnen zijn een orde van geleedpotige dieren (Arthropoda) die behoren tot de klasse spinachtigen (Arachnida). Spinnen worden ingedeeld in drie verschillende groepen die onderordes worden genoemd; de Araneomorphae, de Mygalomorphae en de Mesothelae.
De Araneomorphae vormen de grootste groep, deze spinnen worden wel als de hoogst ontwikkelde vertegenwoordigers gezien. Voorheen heette de onderorde Araneomorphae ook wel Labidognatha ("tangkakigen"), omdat de cheliceren als een tang van en naar de middellijn toe bewegen, in het horizontale vlak. Hierdoor kunnen de cheliceren prooien vermalen in plaats van slechts leegzuigen.
De Mygalomorphae worden beschouwd als de primitievere spinnen, ze hebben een lichaamsbouw die meer overeenkomt met de oudst bekende vormen van spinnen. Voorheen heetten de Mygalomorphae ook wel Orthognatha ("rechtkakigen"), omdat de cheliceren als een houweel omhoog en omlaag bewegen, in verticale richting. Ze kunnen hun prooi niet vermalen en kunnen alleen gif inspuiten en dit vervolgens weer opzuigen.
De Mesothelae is de meest basale vorm van het spinnenrijk. Er zijn verschillende uitgestorven families bekend maar de moderne vertegenwoordigers behoren allemaal tot een enkele familie, de Liphistidae.
De indeling van de spinnen verandert regelmatig door een constante aanvoer van nieuwe inzichten. Soms wordt een nieuwe soort ontdekt die de inzichten verandert en ook worden wel fossiele spinnen gevonden die meer vertellen over de ontstaansgeschiedenis. Vroeger werd bijvoorbeeld gedacht dat het geslacht Nephila ongeveer 30 miljoen jaar geleden is ontstaan, tot de 165 miljoen jaar oude Nephila jurassica werd ontdekt.

### Evolutie
De voorouders van spinnen zagen eruit als schorpioenachtige diertjes die in zee leefden. Uit deze dieren ontwikkelden zich de chelicerata; de spinachtigen en de schorpioenen. Een tweede lijn binnen van de geleedpotigen die het land op kropen waren de mandibulata waartoe alle kreeftachtigen, insecten en duizendpotigen behoren.
De eerste sporen van landbewonende geleedpotigen stammen uit het Late Siluur en bestaan niet uit resten van de dieren zelf, maar uit de pootafdrukken die ze hebben achtergelaten. Spinnen waren samen met de mijten en de duizendpotigen de eerste geleedpotige landroofdieren. De oudst bekende vormen van spinnen -en insecten- stammen uit het Devoon. In het Laat-Carboon hadden alle huidige groepen van spinnen zich gevormd, op de wielwebbouwende soorten na.
Een belangrijk aspect van de evolutie van de spinnen is die van het web, en sporen hiervan zijn uitzonderlijk zeldzaam. Er zijn wel delen van spinnenwebben gevonden in barnsteen maar deze zijn zeer fragmentarisch.

### Naamgeving
De wetenschappelijke naam voor de groep van spinnen is Araneae. Deze naam is de meervoudsvorm van het Latijnse woord 'aranea' dat zowel 'spin' als 'spinnenweb' betekent.
De naamgeving van spinnen is soms verwarrend. Met de Nederlandse naam valdeurspinnen kunnen bijvoorbeeld verschillende families worden bedoeld; zowel soorten uit de familie Idiopidae als Ctenizidae worden zo genoemd.
De soortnamen slaan vaak op de spin zelf, zoals het uiterlijk (bv depressa = afgeplat) of het leefgebied (bv germanica = levend in Duitsland). Soms zijn soorten naar biologen vernoemd als eerbetoon. De soort Heteropoda davidbowie werd door de bioloog Peter Jäger naar popster David Bowie vernoemd, dit om aandacht te vragen voor bedreigde spinnen. Jäger had succes want wereldwijd verschenen krantenberichten over de David Bowie-spin, die geel van kleur is, een lange lichaamsbeharing heeft en beschikt over lange poten. Het parapluspinnengeslacht Baalzebub is zelfs vernoemd naar de duivel.

### Onderscheid met andere dieren

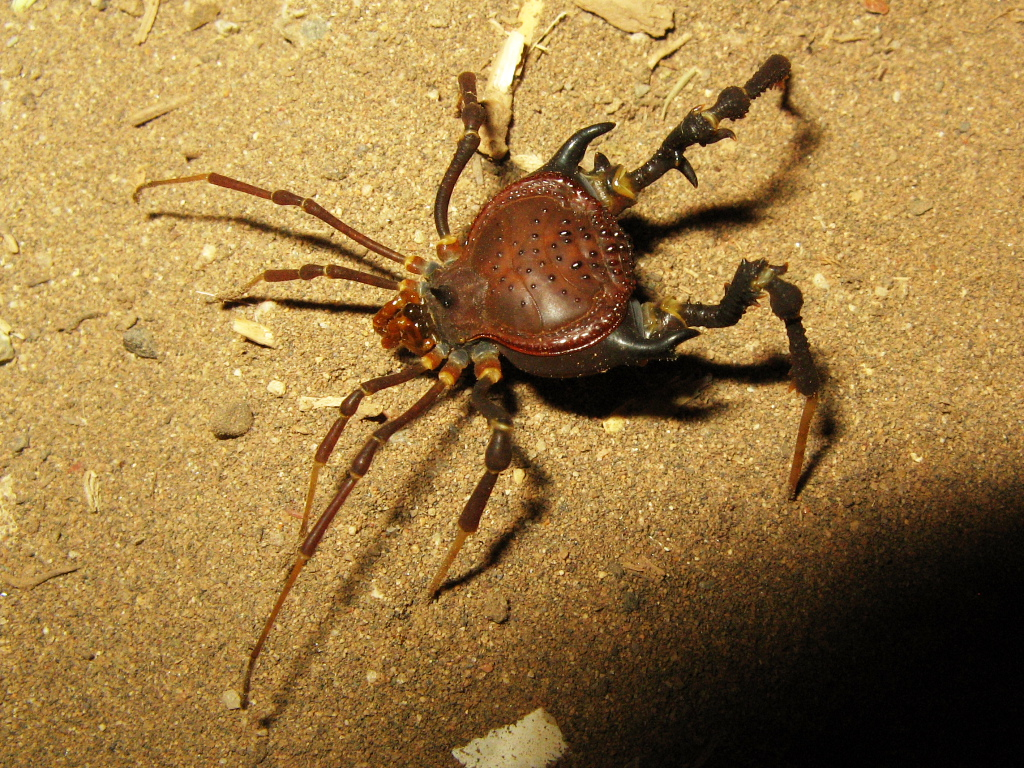
Dit dier lijkt op een echte spin maar aan het ontbreken van een insnoering tussen kopborststuk en het achterlijf is te zien dat het een vertegenwoordiger is van de hooiwagens

Spinnen kunnen met verschillende dieren worden verward maar met name de andere groepen spinachtigen (Arachnida) zijn gelijkend. De spinnen worden daarom wel met 'echte spinnen' aangeduid. Sommige spinnen lijken bijvoorbeeld op mieren, die behoren tot de insecten en totaal niet verwant zijn aan de spinnen. Dit is echter geen toevallige gelijkenis en is een vorm van mimicry, zie ook onder camouflage.
Een aantal spinachtigen lijkt wat betreft lichaamsbouw enigszins op spinnen maar is vaak toch eenvoudig te onderscheiden. Veel spinachtigen hebben bijvoorbeeld tang-achtige monddelen, die nu juist bij alle echte spinnen ontbreken. Onderstaand zijn enkele vaak met spinnen verwarde groepen beschreven, zie voor een uitgebreide beschrijving van de spinachtigen in ruimere en in engere zin ook het artikel spinachtigen.
- Hooiwagens (Opiliones); de meeste soorten lijken niet op spinnen vanwege de extreem lange poten en het bijna bolvormige lichaam. Er zijn echter uitzonderingen die moeilijker te onderscheiden zijn. Sommige hooiwagens hebben een vergroot halsschild waardoor het lichaam uit twee delen lijkt te bestaan.
- Zweepspinnen (Amblypygi); deze spinachtigen leven vaak in grotten en hebben een sterk afgeplat lichaam. Het voorste potenpaar is vaak zeer sterk verlengd en zweepachtig. Dit potenpaar heeft een tastzintuiglijke functie.
- Rolspinnen (Solifugae); deze soorten hebben een langwerpig lichaam en duidelijk vergrote 'scharen' aan de monddelen. Er zijn twee duidelijke ogen, de andere ogen zijn sterk gedegenereerd. Rolspinnen hebben nooit boeklongen zoals echte spinnen.
- Kapucijnspinnen (Ricinulei); deze soorten lijken op een kruising tussen een spin en een mijt. De copulatieorganen van de mannetjes zijn aan het derde potenpaar gelegen en niet aan de monddelen zoals bij echte spinnen.
- Zeespinnen (Pycnogonida) werden vroeger ook tot de spinachtigen gerekend maar worden tegenwoordig gezien als een zustergroep van de spinachtigen en dus niet direct verwant aan de spinnen. Mannelijke zeespinnen dragen de eitjes en hebben hiertoe een speciaal gevormd potenpaar, de ovigeren.

## Spinnen en de mens

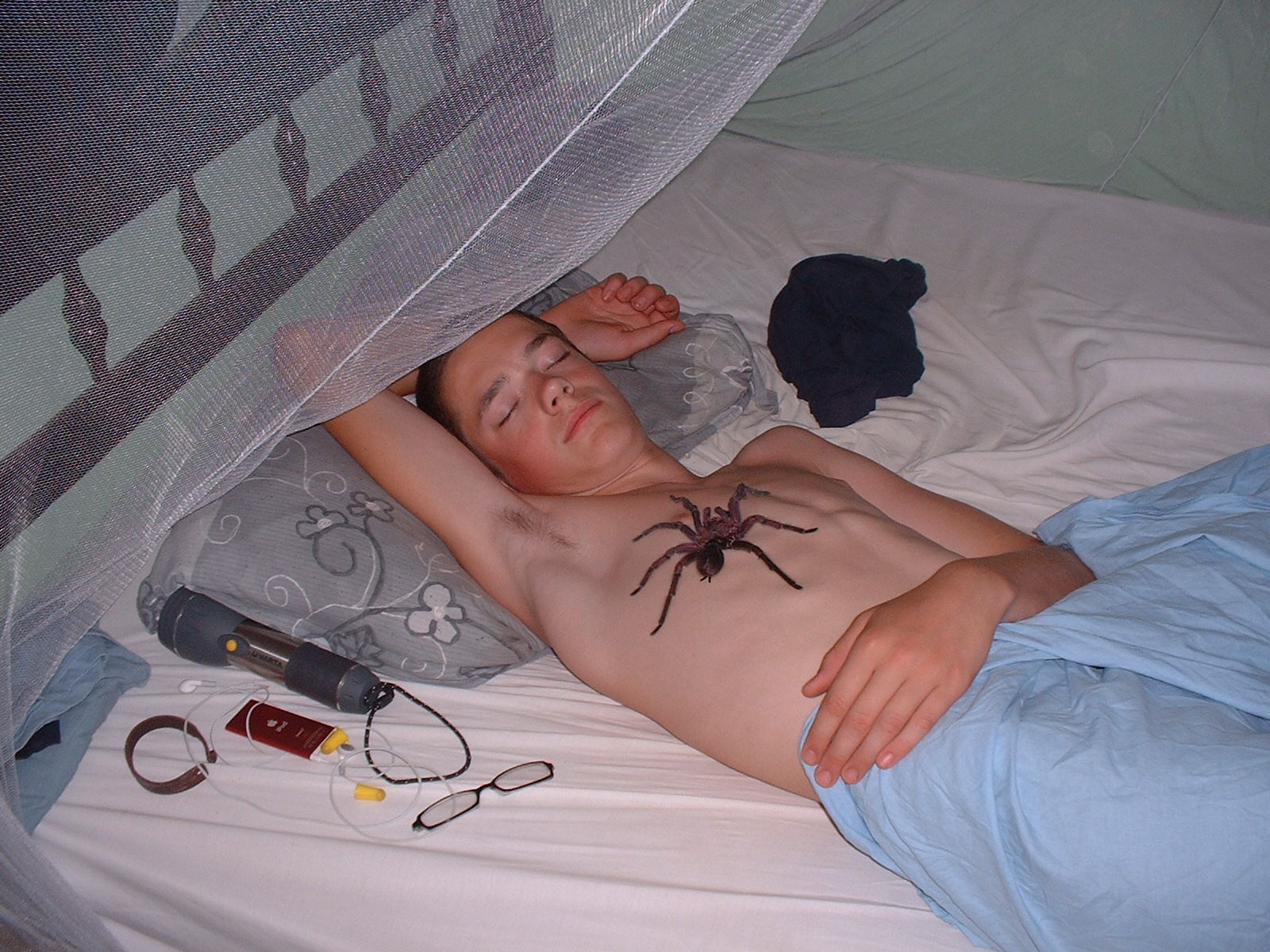
Spinnen komen soms in slaapkamers voor

Spinnen hebben hun uiterlijk tegen; ze zijn harig, hebben lange behaarde poten en bewegen zich snel. Daarnaast duiken ze vaak onverwacht op uit donkere hoekjes waardoor een mens soms geconfronteerd wordt met een harig, langpotig dier dat zich snel beweegt of zelfs de cheliceren toont.
In feite is het net andersom; een spin zit rustig in het donker maar wordt plots verstoord door licht en een groot 'dier' dat te groot is om op te eten en dus wordt beschouwd als vijand. Niet zelden gedraagt een mens zich ook als vijand door te pogen de spin te doden. Een spin zal meestal wegrennen of dreiggedrag vertonen.
Spinnen die wat groter worden, zoals sommige vogelspinnen, kunnen met hun grote kaken bijten en hierdoor zijn spinnen gevreesde dieren. Ze worden in de cultuur gebruikt als metafoor voor alles wat eng en slecht is. Bij veel mensen roept een confrontatie met een spin een schrikreactie op, wat voortkomt uit een reflex en dus normaal is. Mensen die zeer bang zijn voor spinnen lijden aan een spinnenfobie of arachnofobie. Spinnen worden ook wel als huisdier gehouden in een terrarium om ze te bewonderen. In sommige Aziatische landen worden spinnen gevangen, gefrituurd en vervolgens opgegeten.
Van spinnen wordt wel beweerd dat ze soms ingeslikt worden als men slaapt. Dit is echter een broodjeaapverhaal omdat een spin niet in staat is om zich in de slokdarm te bewegen, laat staan erdoorheen kan lopen. Ook is het menselijk lichaam erg warm voor een spin. Daarnaast zijn de poten van spinnen voorzien van vele stekels waardoor het fysiek ook niet mogelijk is om zich door de slokdarm te bewegen zonder hierbij verstrikt te raken.
De spin staat symbool voor gevaar, giftigheid en boosheid. Maar kleine spinnen zouden geluk brengen; het tijdstip waarop een spin wordt gezien, speelt daarbij een belangrijke rol. In de volksgeneeskunde werd een walnoot met een kruisspin erin als amulet tegen koorts gedragen. Een spin die naar beneden kruipt in haar web is een goed voorteken maar als zij omhoog kruipt is er ongeluk op komst. De 8-potige spin brengt welvaart. In Afrika en in Suriname en andere landen (b.v. Jamaica) waar nazaten van Afrikaanse slaven wonen, vervult de spin Anansi in volksverhalen een soort rol als Reinaert de Vos. Een andere bekende spin is Sebastiaan uit het versje van Annie M.G. Schmidt.

### In spreekwoorden en gezegden
- Waar de bij honing uit zuigt, zuigt de spin vergif uit (Wat de een hemelhoog prijst, keurt de ander ten stelligste af)
- Nijdig als een spin, spinnijdig
- Het is bij de wilde spinnen af (Het loopt de spuigaten uit)
- Een spin in de morgen brengt kommer en zorgen, een spin in de avond is verkwikkend en lavend
- Een avondspin brengt gewin
- In het web gevangen zijn
- Als de ragebol rust, dan werkt de spin
- Hem is geen spinnenweb voor de mond gewassen
- Zo fijn als spinrag
- Spinnenkoppen zijn nog geen struisvogels, al hebben ze lange poten
- Een spin in de namiddag brengt geluk aan de derde dag
- Bitse, kattige mensen omschrijft men met woorden als 'spinnenkop' en 'spinnig'.

### In de media

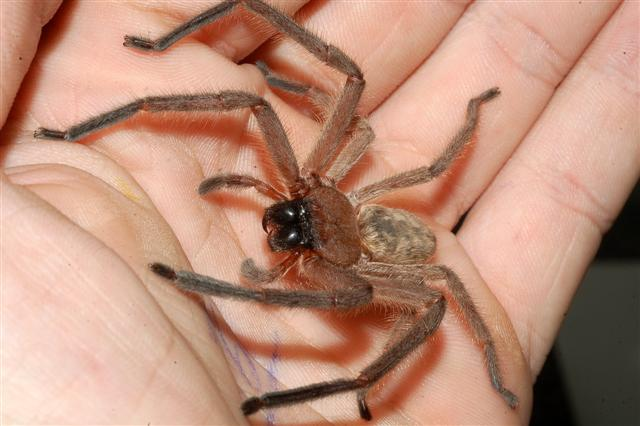
Delena cancerides

Spinnen die te zien zijn in films zijn vaak onschuldige soorten. Delena cancerides werd gebruikt op de set van de Amerikaanse film Arachnophobia van de regisseur Steven Spielberg. De spin is ook te zien in het begin van de film Spiderman. Delena cancerides ziet er krabachtig en afschrikwekkend uit en kan behoorlijk groot worden maar is niet agressief en ongevaarlijk voor de mens.
Spinnen komen niet zelden in het nieuws, bijvoorbeeld als er een opmerkelijke soort is ontdekt. Enkele voorbeelden van spinnen in het nieuws zijn:
- In oktober 2009 werd een spin beschreven die grotendeels van plantendelen leeft.[41]
- In februari 2010 werd een 165 miljoen jaar oud fossiel van een spin wereldkundig gemaakt.[42]
- In april 2011 werd het grootste spinnenfossiel beschreven in een artikel.[43]

### Vechtspinnen
In een aantal Aziatische landen worden spinnengevechten gehouden waarbij men op de uitkomst kan gokken. De precieze methodes en de gebruikte soorten verschillen per land. In Japan worden vrouwtjes uit het geslacht Argiope gebruikt, terwijl in Singapore mannetjes van het geslacht Thiania worden gebruikt. Bij een spinnengevecht kan een van de spinnen door de ander worden gedood maar kan ook vluchten of soms worden weggehaald. De vechtspinnen kunnen worden bewaard in een luciferdoosje met gekrulde grasstengels die kleine kamertjes vormen. De spinnen zitten vlak bij elkaar maar kunnen de andere exemplaren niet aanvallen.

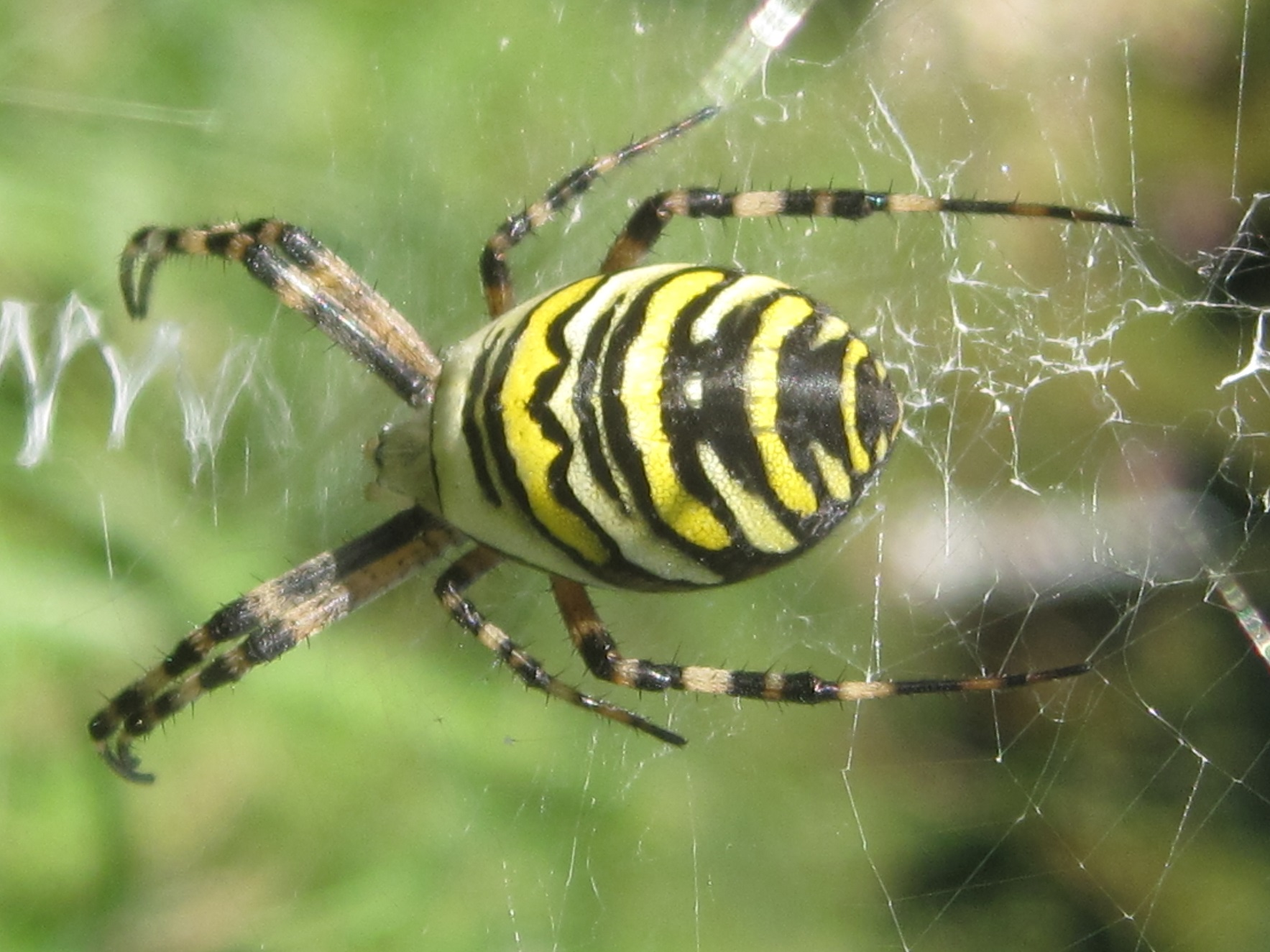
Argiope

### Gevaarlijke spinnen

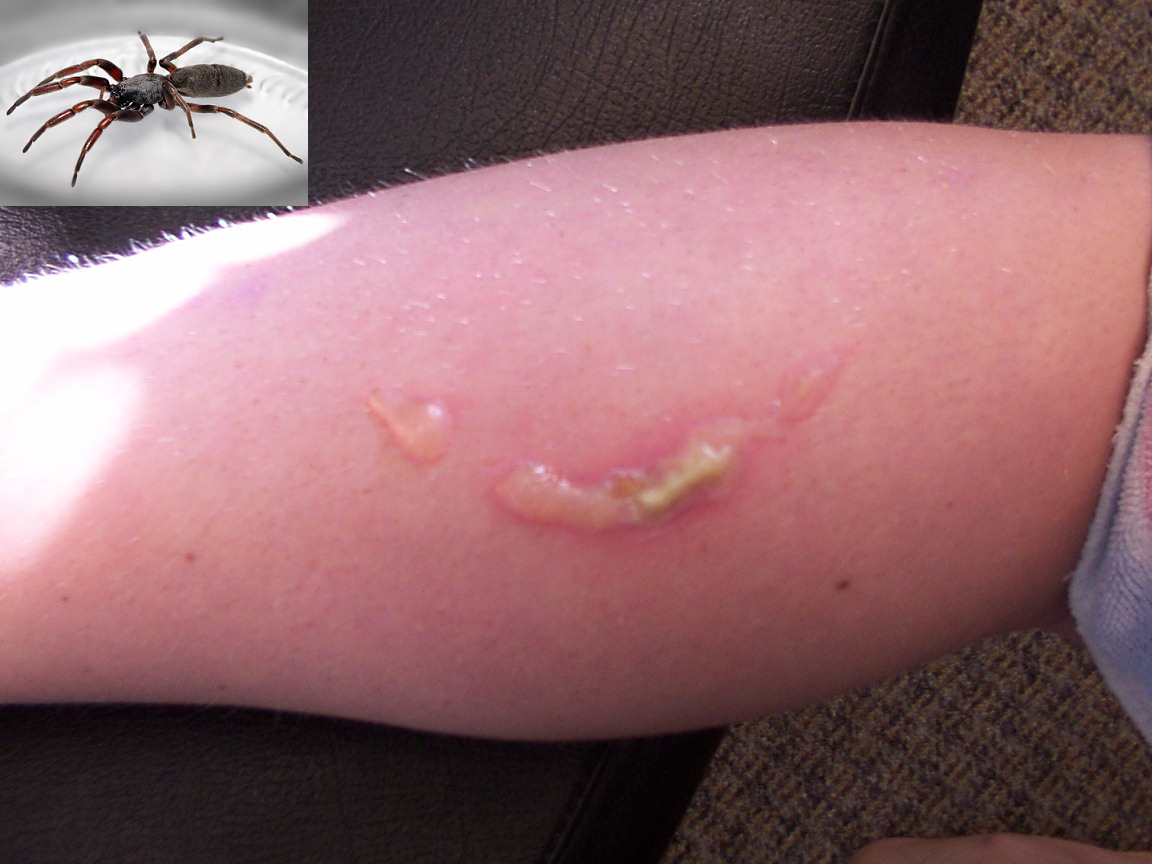
Een beet van een spin uit de familie Lamponidae kan resulteren in blaren, de afgebeelde spin is van een onbekende soort

Spinnen hebben een onverdiend slechte naam, veel mensen zijn bang voor spinnen. Dit komt wellicht omdat ze harig zijn en lange poten hebben. Spinnen kunnen vaak snel rennen en jagen hierdoor schrik aan, ze komen bovendien vaak onverwacht tevoorschijn.
Er zijn vele misverstanden over spinnen, mensen die door een spin worden gebeten komen niet zelden in de krant, anders dan honden- of kattenbeten. De spinnen die in België en Nederland leven, zijn niet gevaarlijk voor de mens. Sommige soorten kunnen wel gemeen bijten maar de gevolgen zijn te vergelijken met een wespensteek. Het gif van de meeste spinnen is zeer dodelijk voor insecten maar werkt in het geheel niet op mensen. Voordat een spin bijt, wordt vaak dreiggedrag vertoond.
Een beet van een spin is meestal het gevolg van een ongeluk zoals een spin die in een schoen kruipt. Dit komt ook veel voor bij beten van schorpioenen. Een fatale afloop is bij een beet van een spin uiterst zeldzaam. Er zijn slechts enkele soorten die als erg gevaarlijk kunnen worden beschouwd, dit is niet te danken aan de extreme giftigheid van een beet maar voornamelijk aan het algemene voorkomen van dergelijke soorten. Voorbeelden zijn de Amerikaanse vioolspin (Loxosceles reclusa) en de Australische tunnelspin (Atrax robustus). Van dergelijke soorten zijn in totaal de afgelopen honderd jaar in de wetenschappelijke wereldliteratuur slechts enige tientallen beten met dodelijke afloop beschreven. Telt men alleen beten waarbij de veroorzaker zeker kon worden geïdentificeerd dan wordt het nog minder. In landen waar gevaarlijke spinnen voorkomen zijn tegenwoordig antisera verkrijgbaar die een fatale afloop vrijwel altijd kunnen voorkomen.
Vaak worden pijnlijke prikken of steken van een niet gezien insect of spinachtige aan spinnen toegeschreven door artsen of ander medisch personeel zonder dat hiervoor een duidelijke reden bestaat, of zelfs zonder dat dit aannemelijk is: in Florida zijn bijvoorbeeld 124 gevallen van beten van de Amerikaanse vioolspin (Loxosceles reclusa) in zes jaar gemeld, terwijl de spin zelf in een eeuw tijd door spinnendeskundigen maar 11x in Florida is gevonden en er dus nauwelijks voorkomt. In gebieden waar de spin wel in grote aantallen voorkomt, zijn beten eveneens zeldzaam. In een bewoond huis uit de 19e eeuw in Kansas werden in een onderzoek gedurende zes maanden meer dan 2000 exemplaren van Loxosceles reclusa gevangen, waarvan er minstens 400 groot genoeg waren om te bijten, en was desondanks niemand gebeten
Van de echte grote vogelspinnen is er geen één echt gevaarlijk. Deze hebben namelijk geen gevaarlijk gif nodig vanwege de grote cheliceren. De meeste spinnen blijven echter ver onder de centimeter. Een van de beruchtste spinnen, de zwarte weduwe (Latrodectus mactans) is maar zo groot als een erwt.

### Afrikamuseum
Het Afrikamuseum in het Park van Tervuren heeft een internationale reputatie op het vlak van wetenschappelijk onderzoek naar spinnen. Het museum heeft een collectie van 300.000 spinnen, verzameld op expedities in heel Afrika. 1.150 van de 6.500 gekende Afrikaanse spinnensoorten zijn dan ook beschreven op basis van het materiaal van het museum. De spinnen worden in alcohol, in glazen potten bewaard, omdat spinnen bij drogen hun vorm te sterk verliezen om determineerbaar te blijven.

## Verwante onderwerpen
- Teken
- Mijten
- Insecten
- Arachnofobie